# Alemanha Nazista
Alemanha Nazista (português brasileiro) ou Alemanha Nazi (português europeu), também chamada de Terceiro Reich (oficialmente, desde 1943, Grande Reich Alemão), são nomes comuns para a Alemanha durante o período entre os anos de 1933 e 1945, quando o seu governo era controlado por Adolf Hitler e pelo Partido Nacional-Socialista dos Trabalhadores Alemães (NSDAP), mais conhecido como Partido Nazista. Sob o governo de Hitler, a Alemanha foi transformada em um Estado totalitário fascista que controlava quase todos os aspectos da vida. A Alemanha nazista deixou de existir após as forças aliadas derrotarem os alemães em maio de 1945, encerrando a Segunda Guerra Mundial na Europa.
Depois de Hitler ter sido nomeado Chanceler da Alemanha por Paul von Hindenburg, o presidente da República de Weimar, em 30 de janeiro de 1933, o Partido Nazista começou a eliminar toda a oposição política e a consolidar seu poder. Hindenburg morreu em 2 de agosto de 1934 e Hitler se tornou ditador da Alemanha, quando os poderes e escritórios da Chancelaria e da Presidência foram fundidos. Um referendo nacional, realizado em 19 de agosto de 1934, confirmou Hitler como o único Führer (líder) da Alemanha. Todo o poder foi centralizado nas mãos dele e a sua palavra estava acima de todas as leis. O governo nazista não era uma organização de cooperação coordenada, mas sim uma coleção de facções que lutavam para acumular poder e ganhar a simpatia de Hitler. Em meio à Grande Depressão, os nazistas restauraram a estabilidade econômica e terminaram com o desemprego em massa usando gastos militares pesados e uma economia mista. Extensas obras públicas foram realizadas, incluindo a construção das Autobahns (rodovias de alta velocidade). O retorno à estabilidade econômica impulsionou a popularidade do regime.
O racismo e o antissemitismo eram, especialmente, uma característica central do regime. Os povos germânicos — também referido como raça nórdica — foram considerados a representação mais pura do arianismo e, portanto, a raça superior. Judeus e outros grupos considerados indesejáveis foram perseguidos ou assassinados e a oposição ao governo de Hitler foi brutalmente reprimida. Membros da oposição liberal, socialista e comunista foram mortos, presos ou forçados ao exílio. As igrejas cristãs também foram oprimidas, sendo muitos de seus líderes presos. A educação era focada na biologia racial, política populacional e aptidão para o serviço militar. Carreira e oportunidades educacionais para as mulheres foram reduzidas. A recreação e o turismo foram organizados através do programa "Força pela Alegria" e os Jogos Olímpicos de Verão de 1936 apresentaram o Terceiro Reich ao cenário internacional. Joseph Goebbels, o ministro de propaganda, fez uso efetivo de filmes, manifestações de massa e da hipnotizante oratória de Hitler para controlar a opinião pública alemã. O governo controlava a expressão artística, promovendo formas de arte específicas, enquanto desencorajava ou proibia outras.
A Alemanha nazista fez exigências territoriais cada vez mais agressivas e ameaçou entrar em guerra caso não fosse atendida. A Áustria e a Tchecoslováquia foram tomadas em 1938 e 1939. Hitler fez um pacto com Josef Stálin e invadiu a Polônia em setembro de 1939, o que deu início a Segunda Guerra Mundial na Europa. Em aliança com a Itália fascista e outras Potências do Eixo, a Alemanha conquistou a maior parte da Europa em 1940 e ameaçou o Reino Unido. Reichskommissariate assumiram o controle brutal das áreas conquistadas e uma administração alemã foi fundada no que restou da Polônia. Os judeus e outros considerados indesejáveis foram presos e assassinados em campos de concentração e em campos de extermínio. A implementação das políticas raciais do regime culminou no assassinato em massa de judeus e de outras minorias durante o Holocausto. Cada ramo da burocracia alemã estava envolvido na logística que levou ao extermínio, o que faz com que alguns classifiquem o Terceiro Reich como um "um Estado genocida". Após a invasão alemã da União Soviética em 1941, o cenário virou contra os nazistas e grandes derrotas militares foram sofridas em 1943. O bombardeio em larga escala de cidades, ferrovias e refinarias alemãs aumentou em 1944. A Alemanha foi invadida em 1945 pelos soviéticos através do leste e os outros Aliados pelo oeste. A recusa de Hitler a admitir a derrota levou à destruição maciça da infraestrutura alemã e a perda desnecessária de vidas nos últimos meses da guerra. Os Aliados vitoriosos iniciaram uma política de desnazificação e colocar a liderança nazista sobrevivente em julgamento por crimes de guerra durante os julgamentos de Nuremberg.

## Nome
O nome oficial do Estado nazista foi Deutsches Reich (Reich Alemão) entre 1933 e 1943 e Großdeutsches Reich (Grande Reich Alemão) entre 1943 e 1945. Deutsches Reich é geralmente traduzida como "Reich Alemão".
Os termos em português mais comuns são "Alemanha Nazista" e "Terceiro Reich". Este último, adotada pelos nazistas, foi usado pela primeira vez em uma novela 1923 por Arthur Moeller van den Bruck. O livro contava o Sacro Império Romano (962-1806) como o primeiro Reich e o Império Alemão (1871-1918) como o segundo. Os alemães modernos referem-se ao período como Zeit des Nationalsozialismus (período nacional-socialista), Nationalsozialistische Gewaltherrschaft (tirania nacional-socialista) ou simplesmente como das Dritte Reich (o Terceiro Reich).

## História

### Antecedentes

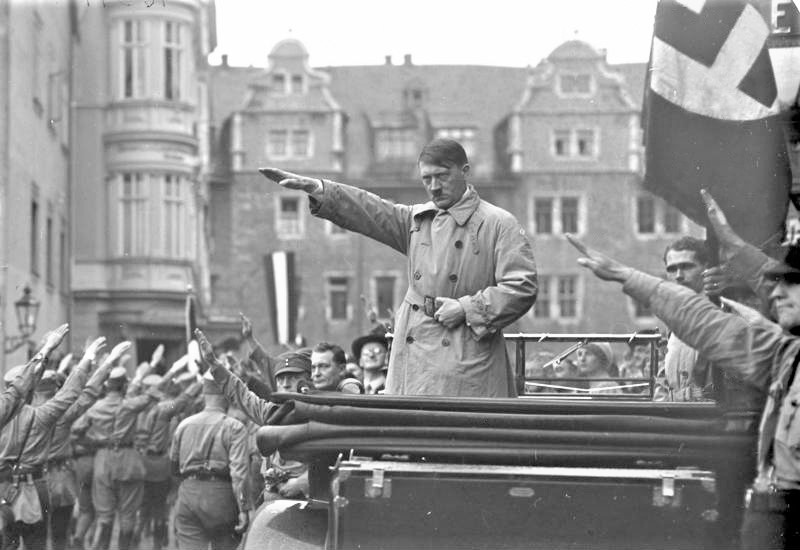
Adolf Hitler em um comício do Partido Nazista em Weimar, outubro de 1930

A economia alemã sofreu graves dificuldades após o fim da Primeira Guerra Mundial, em parte por causa de pagamentos de reparações exigidas pelo Tratado de Versalhes de 1919. O governo imprimiu dinheiro para fazer os pagamentos e para pagar dívida de guerra do país; a hiperinflação resultante culminou em preços inflacionados de bens de consumo, o que causou caos econômico e distúrbios alimentares. Quando o governo não conseguiu fazer pagamentos das reparações em janeiro de 1923, as tropas francesas ocuparam áreas industriais alemãs ao longo do Ruhr, o que teve como resultado agitação civil generalizada.
O Partido Nacional-Socialista dos Trabalhadores Alemães (NSDAP; Partido Nazista) foi o sucessor do Partido dos Trabalhadores Alemães. O partido foi fundado em 1919, um dos vários partidos políticos de extrema-direita ativos na Alemanha naquela época. A plataforma do partido incluía o fim da República de Weimar, a rejeição dos termos do Tratado de Versalhes, o antissemitismo radical e antibolchevismo. Eles prometeram um governo central forte, o aumento do Lebensraum (espaço vital) para os povos germânicos, a formação de uma comunidade de cidadãos baseada na raça e purificação racial através da supressão ativa de judeus, que seriam despojados de sua cidadania e direitos civis. Os nazistas propunham a renovação nacional e cultural baseada no movimento Völkisch.
Quando o mercado de ações nos Estados Unidos entrou em colapso em 24 de outubro de 1929, o impacto na Alemanha foi terrível. Milhões foram demitidos de seus trabalhos e vários grandes bancos faliram. Hitler e os nazistas então prepararam-se para tirar proveito da situação de crise para obter o apoio para o partido. Eles prometeram fortalecer a economia e gerar empregos. Muitos eleitores decidiram que o partido era capaz de restaurar a ordem, reprimir distúrbios civis e melhorar a reputação internacional da Alemanha. Após a eleição federal de 1932, os nazistas se tornaram o maior partido no Reichstag, mantendo 230 assentos, com 37,4 por cento do voto popular.

### Conquista do poder

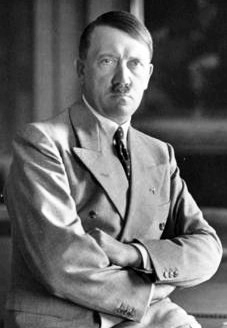
Hitler tornou-se o primeiro chefe de Estado alemão a receber o título de Führer und Reichskanzler, em 1934

Embora os nazistas tenham ganhado a maior parte do voto popular nas duas eleições gerais do Reichstag de 1932, eles não tinham a maioria, por isso Hitler liderou um breve governo de coalizão formado pelo Partido Nazista e pelo Partido Popular Nacional Alemão. Sob a pressão de políticos, industriais e da comunidade empresarial, o presidente Paul von Hindenburg nomeou Hitler como Chanceler da Alemanha em 30 de janeiro de 1933. Este evento é conhecido como o Machtergreifung (tomada do poder). Nos meses seguintes, o Partido Nazista utilizou um processo denominado Gleichschaltung (coordenação) para trazer rapidamente todos os aspectos da vida de seus cidadãos sob o controle do partido. Todas as organizações civis, incluindo grupos agrícolas, organizações de voluntários e clubes esportivos, tinham sua liderança substituída por simpatizantes do nazismo ou membros do partido. Em junho de 1933, praticamente as únicas organizações que não estavam no controle do Partido Nazista eram o exército e as igrejas.
Na noite de 27 de fevereiro de 1933, o edifício do Reichstag foi incendiado; Marinus van der Lubbe, um comunista neerlandês, foi considerado culpado de iniciar o incêndio. Hitler então proclamou que o incêndio marcava o início de um levante comunista. Uma violenta repressão aos comunistas pela Sturmabteilung (SA) foi então feita em todo o país, e quatro mil membros do Partido Comunista da Alemanha foram presos. O Decreto do Incêndio do Reichstag, imposto em 28 de fevereiro de 1933, revogou a maioria das liberdades civis dos alemães, incluindo os direitos de reunião e de liberdade de imprensa. O decreto também permitiu que a polícia prendesse pessoas indefinidamente sem acusação ou ordem judicial. A legislação foi acompanhada por uma forte propaganda que levou ao apoio público em relação a medida.
Em março de 1933, a Lei de Concessão, uma emenda à Constituição de Weimar, foi aprovada no Reichstag por 444 votos contra 94. Esta alteração permitiu que Hitler e seu gabinete aprovassem leis — mesmo as que violassem a constituição — e sem o consentimento do presidente ou do Reichstag. Como o projeto de lei precisava de uma maioria de dois terços para ser aprovado, os nazistas usaram as disposições do Decreto do Incêndio do Reichstag para evitar que vários deputados social-democratas comparecessem na sessão; os comunistas já tinham sido proibidos. Em 10 de maio, o governo apreendeu os bens dos social-democratas; eles foram proibidos de atuar em junho. Os partidos políticos restantes foram dissolvidos e, em 14 de julho de 1933, a Alemanha se tornou, de facto, um Estado unipartidário, quando a fundação de novos partidos tornou-se ilegal. Outras eleições em novembro de 1933, 1936 e 1938 foram inteiramente controladas pelos nazistas e elegeram apenas os nazistas e um pequeno número de candidatos independentes. Os parlamentos estaduais regionais e a Reichsrat (casa federal superior) foram abolidos em janeiro de 1934.
O regime nazista aboliu os símbolos da República de Weimar, incluindo a bandeira tricolor negra, vermelha e dourada, e adotou um simbolismo imperial retrabalhado. O tricolor preto, branco e vermelho imperial anterior foi restaurado como uma das duas bandeiras oficiais da Alemanha; a segunda era a bandeira da suástica do Partido Nazista, que se tornou a única bandeira nacional em 1935. O hino "Horst-Wessel-Lied" ("Canção de Horst Wessel") tornou-se o segundo hino nacional.
Neste período, a Alemanha ainda estava em uma terrível situação econômica; milhões estavam desempregados e o déficit da balança comercial era assustador. Hitler sabia que reviver a economia era algo vital. Em 1934, usando gastos deficitários, projetos de obras públicas foram realizados. Um total de 1,7 milhões de alemães foram colocados para trabalhar nos projetos, só em 1934. A média de salários tanto por hora quanto por semana começou a subir.
Em 2 de agosto de 1934, o presidente von Hindenburg morreu. No dia anterior, o gabinete tinha promulgado a "Lei sobre o mais alto cargo de Estado do Reich", que afirmava que após a morte de Hindenburg, o cargo de presidente seria abolido e os seus poderes se fundiriam com os do chanceler. Hitler, assim, tornou-se chefe de Estado, bem como chefe de governo. Ele foi formalmente nomeado como Führer und Reichskanzler (líder e chanceler). A Alemanha era agora um Estado totalitário, com Hitler como seu líder. Como chefe de Estado, Hitler tornou-se comandante supremo das forças armadas. A nova lei alterou o tradicional juramento de lealdade dos militares para que eles afirmassem lealdade a Hitler, pessoalmente, e não ao cargo de comandante supremo ou de chefe de Estado. Em 19 de agosto, a fusão da presidência com a chancelaria foi aprovada por 90 por cento do eleitorado em um plebiscito.

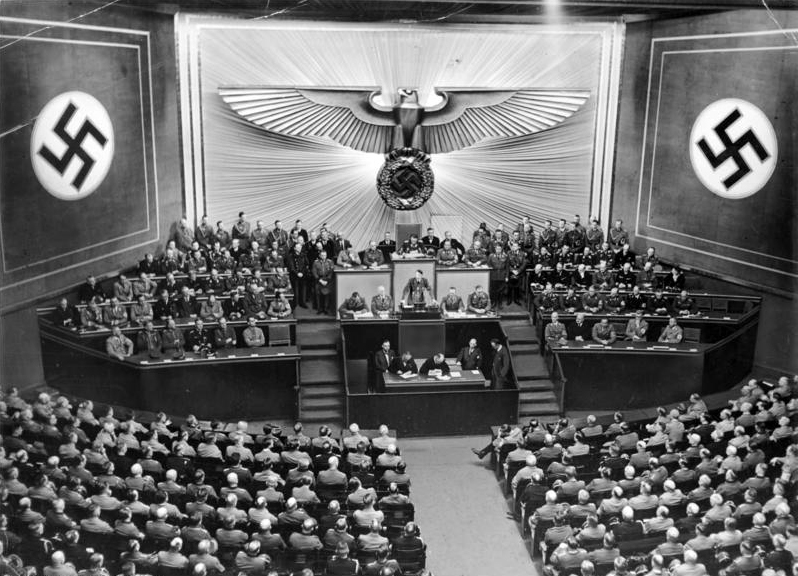
Adolf Hitler, o líder do Partido Nazista e do Terceiro Reich, discursando no Reichstag em 1940

A maioria do povo alemão ficou aliviada quando os conflitos populares da era Weimar tinham terminado. Eles foram inundados com campanhas de propaganda orquestradas por Joseph Goebbels, que prometiam paz e abundância para todos em um país unido, livre do marxismo e sem as restrições do Tratado de Versalhes. O primeiro campo de concentração nazista, inicialmente apenas para presos políticos, foi inaugurado em Dachau em 1933. Centenas de campos, que variavam em dimensão e função, foram criados até o final da guerra. Após a tomada do poder, os nazistas tomaram medidas repressivas contra a oposição política e rapidamente começaram a marginalização completa de pessoas que consideravam socialmente indesejáveis. Sob o pretexto de combater a ameaça comunista, os nacional-socialistas ficaram com imenso poder. Acima de tudo, a sua campanha contra os judeus que viviam em território alemão ganhou impulso.
Em abril de 1933, dezenas de medidas que definiam o estatuto dos judeus e os seus direitos foram instituídas ao nível regional e nacional. Iniciativas e legislações contra os judeus chegaram ao seu ponto culminante com a criação das Leis de Nuremberg, em 1935, que privava os judeus de seus direitos fundamentais. Os nazistas tomaram dos judeus a sua riqueza, o seu direito de casar com não-judeus e o seu direito de ocupar muitas áreas profissionais (tais como o exercício da advocacia, medicina, ou trabalhando como educadores). Eles finalmente declararam-nos indesejáveis para permanecer entre os cidadãos e a sociedade alemã, que ao longo do tempo desumanizou o grupo; sem dúvida estas ações eram insensíveis ao povo alemão, visto que que resultaram no Holocausto. Os alemães étnicos que se recusaram a levar os judeus ao ostracismo ou que mostraram quaisquer sinais de resistência à propaganda nazista eram colocados sob vigilância da Gestapo, tinham seus direitos retirados ou eram enviados para campos de concentração. Todos e tudo era monitorado na Alemanha nazista. O poder legitimado dos nazistas era assim realizado por suas atividades revolucionárias iniciais, em seguida, através da improvisação e da manipulação dos mecanismos legais disponíveis, através do uso do poder de polícia pelo partido (o que lhes permitiu incluir e excluir da sociedade quem eles escolhiam) e, finalmente, pela expansão da autoridade para todas as instituições estaduais e federais.

### Rearmamento militar
Nos primeiros anos do regime, a Alemanha estava sem aliados e seus militares foram drasticamente enfraquecidos pelo Tratado de Versalhes. França, Polônia, Itália e União Soviética tinham razões para se opor à ascensão de Hitler ao poder. A Polônia sugeriu à França que as duas nações se envolvessem em uma guerra preventiva contra a Alemanha em março de 1933. A Itália fascista se opôs às reivindicações alemãs nos Bálcãs e na Áustria, que Benito Mussolini considerava estar na esfera de influência da Itália.
Já em fevereiro de 1933, Hitler anunciou que o rearmamento deveria começar, ainda que clandestinamente no início, pois isso violaria o Tratado de Versalhes. Em 17 de maio de 1933, Hitler fez um discurso perante o Reichstag descrevendo seu desejo de paz mundial e aceitou uma oferta do presidente americano Franklin D. Roosevelt de desarmamento militar, desde que as outras nações da Europa fizessem o mesmo. Quando as outras potências europeias não aceitaram esta oferta, Hitler retirou a Alemanha da Conferência Mundial de Desarmamento e da Liga das Nações em outubro, alegando que suas cláusulas de desarmamento eram injustas se aplicassem apenas à Alemanha. Em um referendo realizado em novembro, 95% dos eleitores apoiaram a retirada da Alemanha.
Em 1934, Hitler disse a seus líderes militares que uma guerra no leste deveria começar em 1942. O Sarre, que havia sido colocado sob supervisão da Liga das Nações por 15 anos no final da Primeira Guerra Mundial, votou em janeiro de 1935 para se tornar parte da Alemanha. Em março de 1935, Hitler anunciou então a criação de uma força aérea, e que o Reichswehr seria aumentado para 550 000 homens. A Grã-Bretanha concordou com a Alemanha construindo uma frota naval com a assinatura do Acordo Naval Anglo-Germânico em 18 de junho de 1935.
Quando a invasão italiana da Etiópia levou apenas a protestos leves por parte dos governos britânico e francês, em 7 de março de 1936 Hitler usou o Tratado Franco-Soviético de Assistência Mútua como pretexto para ordenar ao exército que marchasse 3 000 soldados para a zona desmilitarizada na Renânia em violação do Tratado de Versalhes. Como o território fazia parte da Alemanha, os governos britânico e francês não achavam que tentar fazer cumprir o tratado valia o risco de guerra. Na eleição de partido único realizada em 29 de março, os nazistas receberam 98,9% de apoio. Em 1936, Hitler assinou um Pacto Anti-Comintern com o Japão e um acordo de não agressão com Mussolini, que logo se referia a um "Eixo Roma-Berlim".
Hitler enviou suprimentos militares e assistência às forças nacionalistas do general Francisco Franco na Guerra Civil Espanhola, que começou em julho de 1936. A Legião Condor alemã incluía uma série de aeronaves e suas tripulações, bem como um contingente de tanques. A aeronave da Legião destruiu a cidade de Guernica em 1937 (ver também Guernica). Os nacionalistas foram vitoriosos em 1939 e se tornaram um aliado informal da Alemanha nazista.

#### Áustria e Tchecoslováquia
Em fevereiro de 1938, Hitler enfatizou ao chanceler austríaco Kurt Schuschnigg a necessidade de a Alemanha proteger suas fronteiras. Schuschnigg marcou um plebiscito sobre a independência austríaca para 13 de março, mas Hitler enviou um ultimato a Schuschnigg em 11 de março exigindo que ele entregasse todo o poder ao Partido Nazista Austríaco ou enfrentasse uma invasão. As tropas alemãs entraram na Áustria no dia seguinte, para serem recebidas com entusiasmo pela população.
A República da Tchecoslováquia era o lar de uma minoria substancial de alemães, que viviam principalmente nos Sudetos. Sob pressão de grupos separatistas do Partido Alemão dos Sudetos, o governo da Tchecoslováquia ofereceu concessões econômicas à região. Hitler decidiu não apenas incorporar os Sudetos ao Reich, mas destruir inteiramente o país da Tchecoslováquia. Os nazistas realizaram uma campanha de propaganda para tentar gerar apoio para uma invasão. Os principais líderes militares alemães se opuseram ao plano, pois a Alemanha ainda não estava pronta para a guerra.
A crise levou a preparativos de guerra pela Grã-Bretanha, Tchecoslováquia e França (aliada da Tchecoslováquia). Tentando evitar a guerra, o primeiro-ministro britânico Neville Chamberlain organizou uma série de reuniões, cujo resultado foi o Acordo de Munique, assinado em 29 de setembro de 1938. O governo da Tchecoslováquia foi forçado a aceitar a anexação dos Sudetos à Alemanha. Chamberlain foi saudado com aplausos quando desembarcou em Londres, dizendo que o acordo trouxe "paz para o nosso tempo". Além da anexação alemã, a Polónia apreendeu uma estreita faixa de terra perto de Cieszyn a 2 de outubro, enquanto como consequência do Acordo de Munique, a Hungria exigiu e recebeu 12 000 km² ao longo da sua fronteira norte na Primeira Arbitragem de Viena em 2 de novembro. Após negociações com o presidente Emil Hácha, Hitler tomou o resto da metade tcheca do país em 15 de março de 1939 e criou o Protetorado da Boêmia e Morávia, um dia após a proclamação da República Eslovaca na metade eslovaca. Também em 15 de março, a Hungria ocupou e anexou a recentemente proclamada e não reconhecida Transcarpátia e uma faixa adicional de terra disputada com a Eslováquia.
As reservas cambiais austríacas e tchecas foram apreendidas pelos nazistas, assim como os estoques de matérias-primas, como metais e produtos acabados, armas e aeronaves, que foram enviados para a Alemanha. O conglomerado industrial Reichswerke Hermann Göring assumiu o controle das instalações de produção de aço e carvão em ambos os países.

#### Polônia
Em janeiro de 1934, a Alemanha assinou um pacto de não agressão com a Polônia. Em março de 1939, Hitler exigiu a devolução da Cidade Livre de Danzig e do Corredor Polonês, uma faixa de terra que separava a Prússia Oriental do resto da Alemanha. Os britânicos anunciaram que viriam em auxílio da Polônia se ela fosse atacada. Hitler, acreditando que os britânicos não iriam realmente agir, ordenou que um plano de invasão fosse preparado para setembro de 1939. Em 23 de maio, Hitler descreveu a seus generais seu plano geral de não apenas tomar o Corredor Polonês, mas expandir muito o território alemão para o leste às custas da Polônia. Ele esperava que desta vez eles seriam recebidos à força.
Os alemães reafirmaram sua aliança com a Itália e assinaram pactos de não agressão com a Dinamarca, Estônia e Letônia, enquanto as ligações comerciais foram formalizadas com a Romênia, Noruega e Suécia. O ministro das Relações Exteriores, Joachim von Ribbentrop, organizou em negociações com a União Soviética um pacto de não agressão, o Pacto Molotov-Ribbentrop, assinado em agosto de 1939. O tratado também continha protocolos secretos dividindo a Polônia e os estados bálticos em esferas de influência alemã e soviética.

### Política expansionista

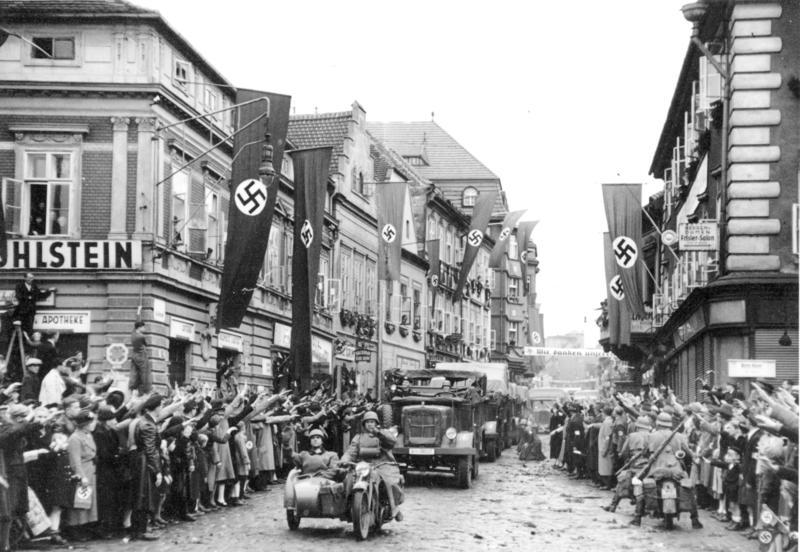
Alemães étnicos em Saaz, Tchecoslováquia, recebendo soldados nazistas com a saudação nazista, 1938

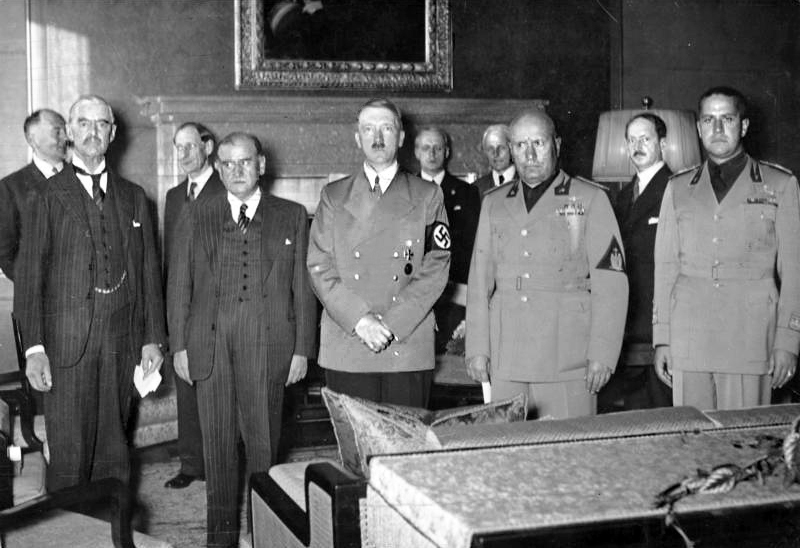
Fotografia do Acordo de Munique, Chamberlain, Daladier, Hitler, Mussolini (em primeiro plano), e os ministros das relações exteriores Galeazzo Ciano, von Ribbentrop e von Weizsäcker (em segundo plano)

A Alemanha nazista desejava mais matérias-primas e autossuficiência em alimentos, queria as colônias sob o controle da França e Reino Unido, desejava também o petróleo e o trigo da União Soviética. Conforme Hitler afirmou em Mein Kampf, ele desejava também a união de toda a "raça" alemã que vivia em outros países (Renânia, Áustria, nos Sudetos da Tchecoslováquia e em Danzig na Polônia) e expandir a Alemanha para territórios eslavos, para conseguir o Lebensraum (Espaço Vital) para a raça alemã viver, instalando a "Nova Ordem", muitos consideram este expansionismo uma tentativa de "dominar o mundo".
Em março de 1936, Hitler ordenou que o exército alemão ocupasse a Renânia, região cortada pelo rio Reno na fronteira entre França e Alemanha. Conforme estabelecido no Tratado de Versalhes, essa região devia permanecer desmilitarizada, mas Hitler ignorou esta regra, promovendo a remilitarização da Renânia. A maioria dos franceses não reagiu à ocupação da Renânia, pois estavam politicamente divididos: havia conflitos entre os partidos políticos marxistas, de base operária, e os partidos políticos tradicionais, simpatizantes do fascismo. Também acreditavam que o inimigo do capitalismo democrático era o comunismo da União Soviética e não o nazismo. E os generais franceses não ficaram preocupados com a ação militar alemã na fronteira da França, muitos ainda confiavam nos métodos utilizados pelo exército na Primeira Guerra Mundial, e elaboraram uma estratégia de defesa prevendo uma guerra de trincheiras, com exércitos imóveis garantindo suas posições, ordenando a construção de uma longa fortificação percorrendo a fronteira germano-francesa, conhecido como Linha Maginot.
Em março de 1938, Hitler anexou a Áustria à Alemanha, com o apoio do partido nazista austríaco, que preparou o caminho político para essa anexação, denominada Anschluss (União), que também era proibido pelo Tratado de Versalhes. A Anschluss foi confirmada por um plebiscito em abril de 1938 sobre o lema ein Volk, ein Reich, ein Führer! (um Povo, um Império, um Líder!), o próprio Hitler foi visitar a Áustria, afirmando que o povo alemão nunca mais seria separado.
Logo depois Hitler passou a reivindicar também a anexação da região dos Sudetos, na Tchecoslováquia, habitada por 3 milhões de alemães. A Alemanha nazista acusou falsamente os tchecos de violência e opressão contra os alemães, a imprensa da Alemanha, comandada por Goebbels fez anúncios sobre ondas maciças de violência. Para discutir essa questão, convocou-se em setembro de 1938 o Acordo de Munique, que reuniu os líderes das potências europeias. A reunião era supostamente ideia de Mussolini, mas, na realidade, Hitler tivera a ideia. Dela participaram, Hitler, Mussolini, e os primeiros-ministros Neville Chamberlain (Reino Unido) e Édouard Daladier (França), os representantes dos interesses da Tchecoslováquia foram impedidos de participar da reunião.

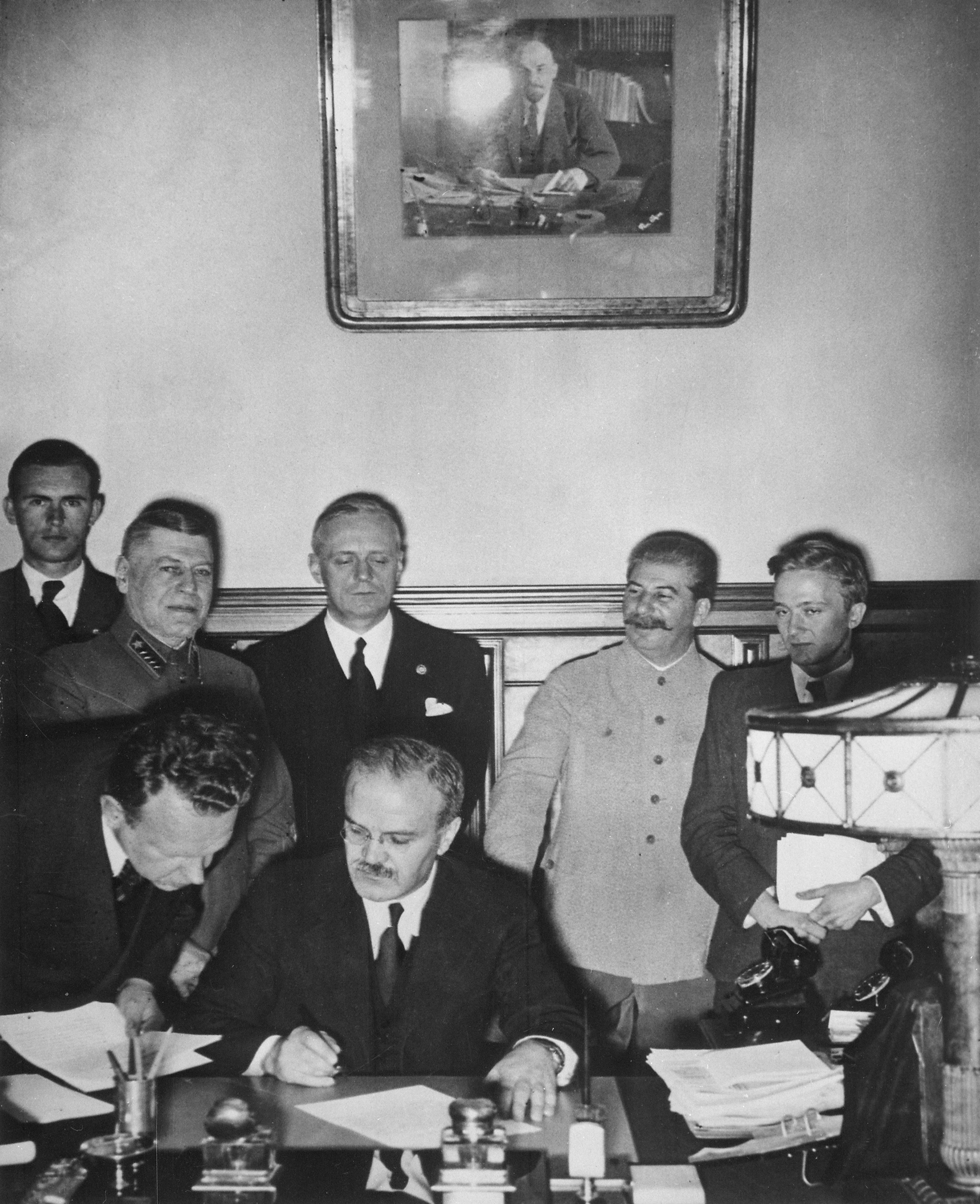
Assinatura do Pacto Ribbentrop-Molotov ou Nazi-Soviético

Por acreditarem que essa seria a última reivindicação territorial de Hitler, França e Reino Unido permitiram a anexação dos Sudetos ao Reich, porém, seguindo ordens secretas, além de ocupar os Sudetos, invadiram toda a Tchecoslováquia em março de 1939, desrespeitando a Conferência de Munique; mesmo assim a França e o Reino Unido não se manifestaram energicamente contra as ofensivas nazistas, mas alertaram que não aceitariam uma nova reivindicação alemã.
No dia 27 de agosto de 1939, a Alemanha nazista e a União Soviética assinaram um pacto de não-agressão, o Pacto Ribbentrop-Molotov (assim chamado por ter sido efetuado pelos ministros dos exteriores da Alemanha e da União Soviética), França e Reino Unido anteriormente estavam em negociações com a União Soviética, porém, não desejavam de fato uma aliança, ao contrário da Alemanha (ver: Comparação entre nazismo e stalinismo e Negociações sobre a adesão da União Soviética ao Eixo). O acordo não somente garantia a neutralidade da União Soviética no caso da Alemanha invadir outros países — uma vez que naquele momento Hitler não teria condições de lutar em duas frentes –, como uma parte secreta do acordo estabelecia que a Polônia seria invadida e dividida entre as duas potências.
Hitler começou a exigir da Polônia um acordo comercial germano-polonês que incluía a construção de uma linha ferroviária e a militarização de Dantzig, no que foi negado pela Polônia. Pouco tempo depois em 1º de setembro de 1939, tropas alemãs invadiram o território polonês pelo oeste (invasão da Polônia), sendo seguidas pelas tropas russas que em 17 de setembro de 1939, invadiram o lado leste (invasão soviética da Polônia). Em menos de um mês, o precário exército polonês foi derrotado. Os governos do Reino Unido e França entregaram ultimatos à Alemanha, avisando que deveria retirar suas tropas da Polônia; não houve resposta e em 3 de setembro declararam guerra à Alemanha: começava a Segunda Guerra Mundial.

### Segunda Guerra Mundial

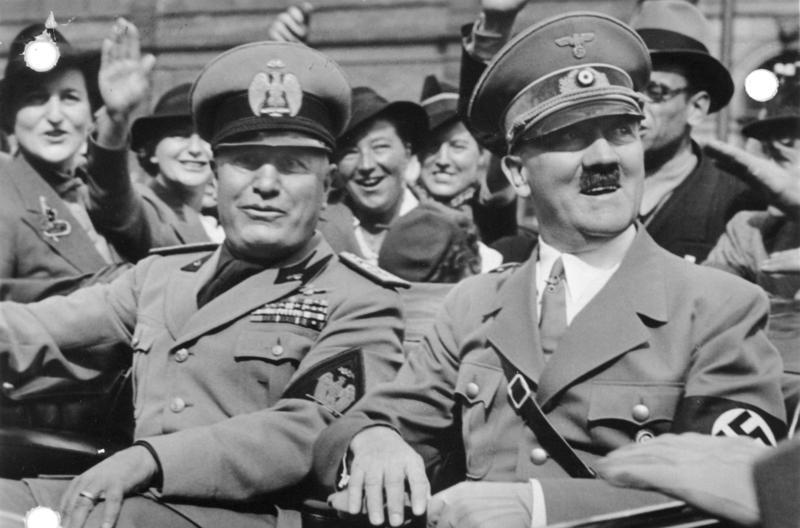
Benito Mussolini (à esquerda) e Adolf Hitler (à direita)

Mapa animado mostrando conquistas alemãs do Eixo e dos Aliados na Europa durante a Segunda Guerra Mundial

#### Eclosão da guerra
A Alemanha invadiu a Polônia em 1 de setembro de 1939. O Reino Unido e a França declararam guerra à Alemanha dois dias depois. A Segunda Guerra Mundial estava em curso. A Polônia caiu rapidamente, visto que os soviéticos também atacaram o país a partir do leste, em 17 de setembro. Reinhard Heydrich, então chefe da Gestapo, ordenou em 21 de setembro que os judeus deveriam ser concentrados em cidades com boas ligações ferroviárias. Inicialmente, a intenção era a de deportar os judeus para os pontos mais a leste, ou possivelmente para Madagáscar. Usando listas preparadas antes do tempo, cerca de 65 mil membros da inteligência, nobreza, clero e professores poloneses foram mortos até o final de 1939 em uma tentativa de destruir a identidade da Polônia enquanto uma nação. Os soviéticos continuaram a atacar, avançando para a Finlândia na Guerra de Inverno, enquanto as forças alemãs estavam envolvidas em ações no mar. Mas pouca atividade aconteceu até maio e, por isso, o período ficou conhecido como "Guerra de Mentira".
Desde o início da guerra, um bloqueio britânico sobre as transferências marítimas da Alemanha teve impacto sobre a economia do Reich. Os alemães eram particularmente dependentes de fornecedores estrangeiros de petróleo, carvão e grãos. Para salvaguardar os embarques de minério de ferro da Suécia para a Alemanha, Hitler ordenou um ataque contra a Noruega, que aconteceu em 9 de abril de 1940. Grande parte do país foi ocupado pela tropas alemãs até o final de abril. Também em 9 de abril, os alemães invadiram e ocuparam a Dinamarca.

#### Conquista da Europa
Apesar da discordância de muitos de seus altos oficiais militares, Hitler ordenou um ataque contra a França e os Países Baixos, o que foi iniciado em maio de 1940. Eles rapidamente conquistaram Luxemburgo, Países Baixos e Bélgica, enquanto a França se rendeu em 22 de junho. A derrota inesperadamente rápida dos franceses resultou em uma ascensão na popularidade de Hitler e em um forte surto de "febre da guerra".
Apesar das disposições da Convenção de Haia, as empresas industriais dos Países Baixos, França e Bélgica foram colocadas para trabalhar na produção de material de guerra para a ocupação militar alemã. Os funcionários viram essa opção como sendo preferível a seus cidadãos serem deportados para o Reich para trabalho forçado.

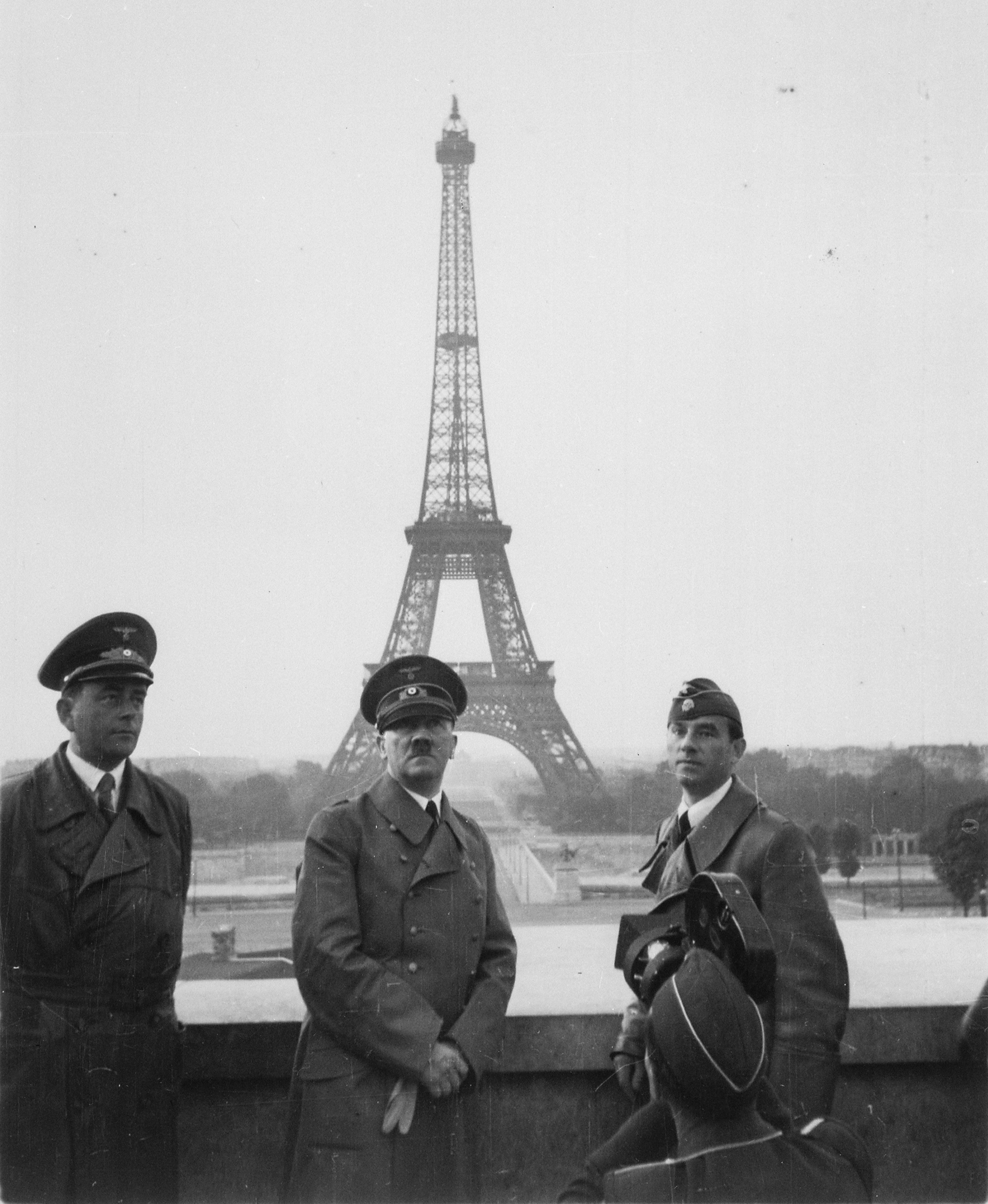
Hitler em Paris com o arquiteto Albert Speer (esquerda) e o escultor Arno Breker (direita), em 23 de junho de 1940, após o fim da Batalha da França

Os nazistas apreenderam, a partir de milhares de franceses, locomotivas, estoques de armas e matérias-primas, como cobre, estanho, petróleo e níquel. Demandas financeiras também eram cobradas dos governos dos países ocupados; os pagamentos de custos da ocupação eram recebidos de França, Bélgica e Noruega. As barreiras ao comércio levaram à acumulação, criação de mercados negros e incerteza sobre o futuro. As fontes de alimento eram precárias; a produção caiu na maioria das regiões da Europa, mas não tanto quanto durante a Primeira Guerra Mundial. A Grécia viveu uma crise de fome no primeiro ano da ocupação e os Países Baixos, no último ano da guerra.
Hitler fez aberturas de paz para o novo líder britânico, Winston Churchill, e quando foram rejeitadas, ele ordenou uma série de ataques aéreos contra bases aéreas e estações de radar da Força Aérea Real. No entanto, a Luftwaffe alemã não conseguiu derrotar os britânicos no que ficou conhecido como a Batalha da Grã-Bretanha. No final de outubro, Hitler percebeu que a superioridade aérea necessária para a sua planejada invasão da Grã-Bretanha não poderia ser alcançada e ele ordenou ataques aéreos noturnos em cidades britânicas, como Londres, Plymouth e Coventry.
Em fevereiro de 1941, os Afrika Korps alemães chegaram na Líbia para ajudar os italianos na Campanha do Norte da África e tentar conter as forças da Commonwealth estacionadas no Egito. Em 6 de abril, a Alemanha lançou a invasão da Iugoslávia e a batalha da Grécia. Os esforços alemães para garantir petróleo incluíam negociar uma oferta ao seu novo aliado, a Romênia, que assinou o Pacto Tripartite, em novembro de 1940.
Em 22 de junho de 1941, contrariando o Pacto Molotov-Ribbentrop, 5,5 milhões de tropas do Eixo atacaram a União Soviética. Além do propósito declarado de Hitler de aquisição de Lebensraum, esta ofensiva em larga escala (nome de código Operação Barbarossa) foi destinada a destruir a União Soviética e aproveitar os seus recursos naturais para uma posterior agressão contra as potências ocidentais. A reação entre o povo alemão era de surpresa e apreensão. Muitos estavam preocupados com quanto tempo a guerra se arrastaria ou suspeitavam que a Alemanha não poderia vencer uma guerra travada em duas frentes ao mesmo tempo.

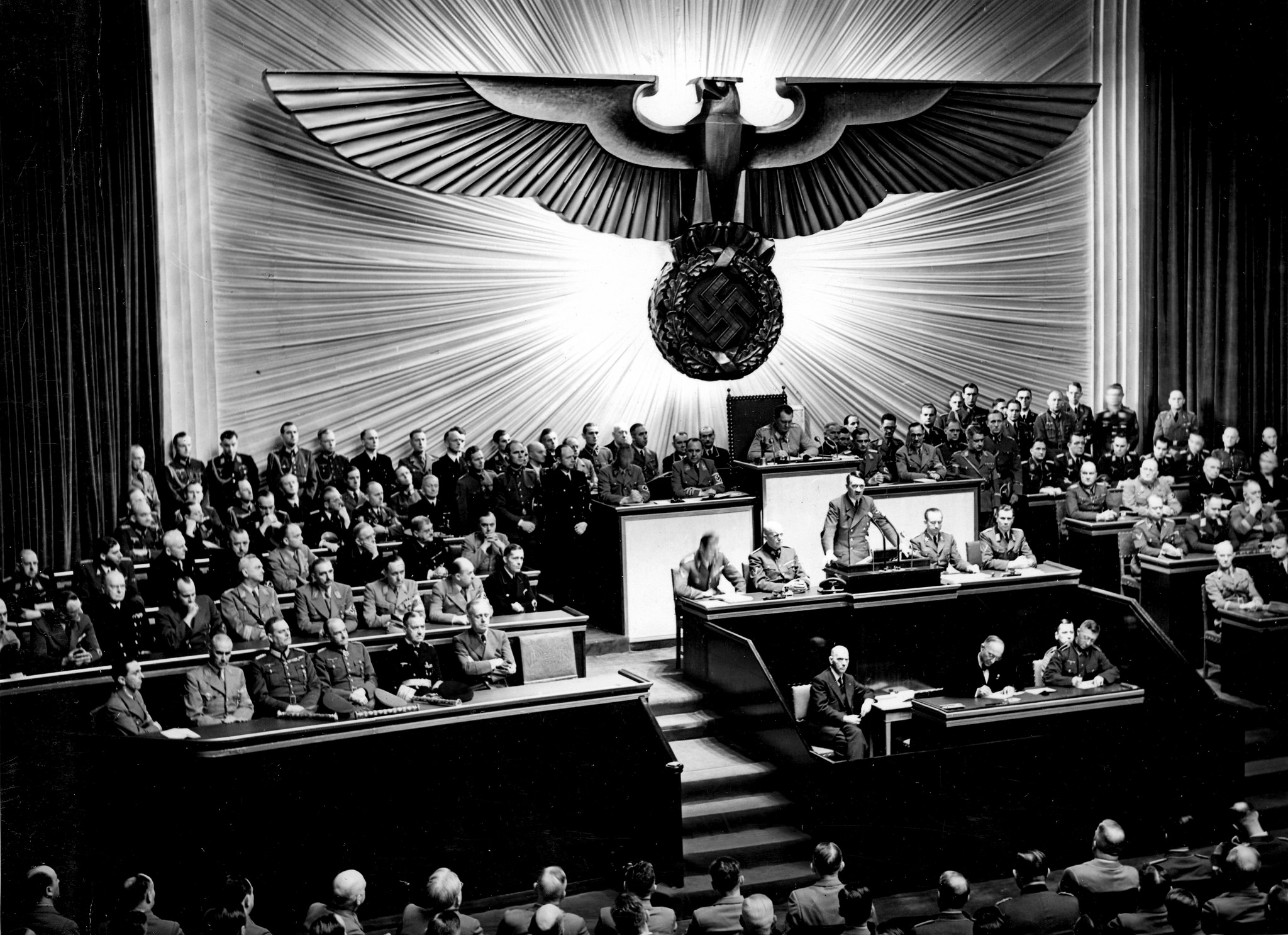
Hitler declara guerra aos Estados Unidos no Reichstag em 11 de dezembro de 1941

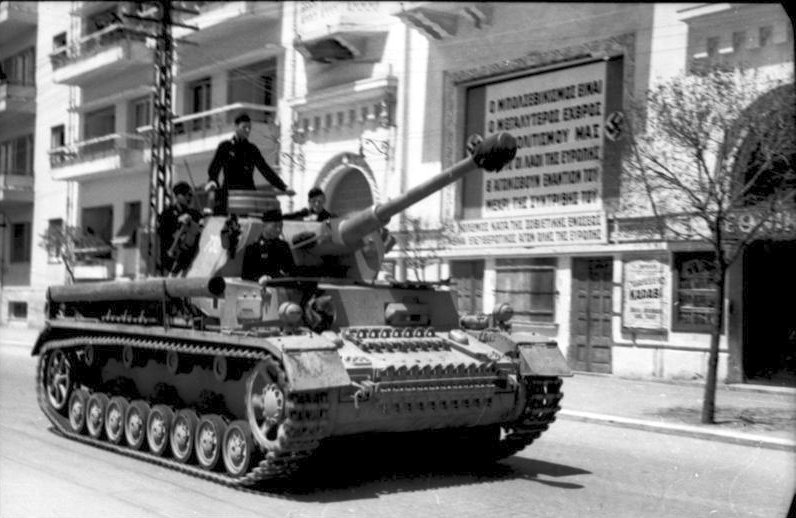
Panzer IV alemão em Tessalônica. A bandeira no edifício ao fundo está escrito: "o bolchevismo é o maior inimigo da nossa civilização"

A invasão conquistou uma enorme área, incluindo as repúblicas bálticas, a Bielorrússia e a Ucrânia ocidental. Após a bem-sucedida batalha de Smolensk, Hitler ordenou ao Grupo de Exércitos Centro que avançasse para Moscou e que desviasse, temporariamente, seus grupos de Panzers para auxiliar no cerco de Leningrado e Kiev. Essa pausa propiciou que o Exército Vermelho tivesse a oportunidade de mobilizar novas reservas. A ofensiva de Moscou, que foi retomada em outubro de 1941, terminou desastrosamente em dezembro. Em 7 de dezembro de 1941, o Império do Japão atacou Pearl Harbor, no Havaí. Quatro dias depois, a Alemanha declarou guerra aos Estados Unidos.
A comida era escassa nas áreas conquistadas pela União Soviética e Polônia, com rações insuficientes para atender às necessidades nutricionais da população. Os exércitos em retirada tinham queimado as colheitas e grande parte do restante foi enviado de volta para o Reich. Na própria Alemanha, as rações alimentares tiveram que ser cortadas em 1942. Em seu papel como plenipotenciário do Plano de Quatro Anos, Hermann Göring exigiu o aumento dos embarques de grãos da França e de peixes da Noruega. A safra de 1942 foi boa e os alimentos permaneceram suficientes na Europa Ocidental.
A Reichsleiter Rosenberg Taskforce foi uma organização criada para saquear obras de arte e material cultural a partir de coleções, bibliotecas e museus judaicos em toda a Europa. Cerca de 26 mil vagões cheios de tesouros de arte, móveis e outros itens saqueados foram enviados de volta para a Alemanha apenas a partir da França. Além disso, os soldados saquearam ou adquiriram bens, tais como produtos de vestuário e itens que estavam se tornando mais difíceis de obter na Alemanha, para o embarque de volta para casa.

#### Colapso
Mesmo diante das derrotas tanto na frente oriental contra a União Soviética quanto na Frente Ocidental contra a Reino Unido e Estados Unidos, a Alemanha nazista não se rendia, a imprensa de Goebbels afirmava que apesar das atuais derrotas, a vitória final seria da Alemanha. Tribunais nazistas obrigaram a população civil a lutar. Em 25 de abril de 1945, Berlim estava totalmente cercada pelos soviéticos. Em 30 de abril, Hitler e sua mulher Eva Braun, cometeram suicídio no Führerbunker, o bunker de Hitler em Berlim, mesmo assim, Hitler não demonstrou arrependimento ou descrença na ideologia nazista, tendo afirmado em seu testamento:
Eu encarrego os líderes deste país e seu povo a resistir implacavelmente ao envenenador universal de todas as nações, o povo judeu internacional.

Hitler separou seu cargo de Führer do de Chanceler, assumido por Joseph Goebbels e Presidente assumido por Karl Donitz. Em 1 de maio, Goebbels e sua família também cometeriam suicídio. No dia 8 de maio de 1945, ocorreu a rendição incondicional da Alemanha, no que é considerado o Dia da Vitória na Europa, embora os partidários do nazismo continuassem lutando por mais uma semana.
Entre os anos de 1945 e 1946, instalou-se em Nuremberg um tribunal militar internacional, que condenou os principais líderes nazistas por crimes contra a humanidade, onze deles foram condenados à morte por enforcamento, o principal alvo do Ministério Público foi Hermann Göring considerado o mais importante sobrevivente oficial do Terceiro Reich. A morte de Hitler e a queda da Alemanha nazista não significou, todavia o fim da ideologia nazista, visto que esta sobrevive até os tempos atuais sob a forma do neonazismo, mas representou o fim das pretensões hegemônicas da Alemanha.

#### Consequências

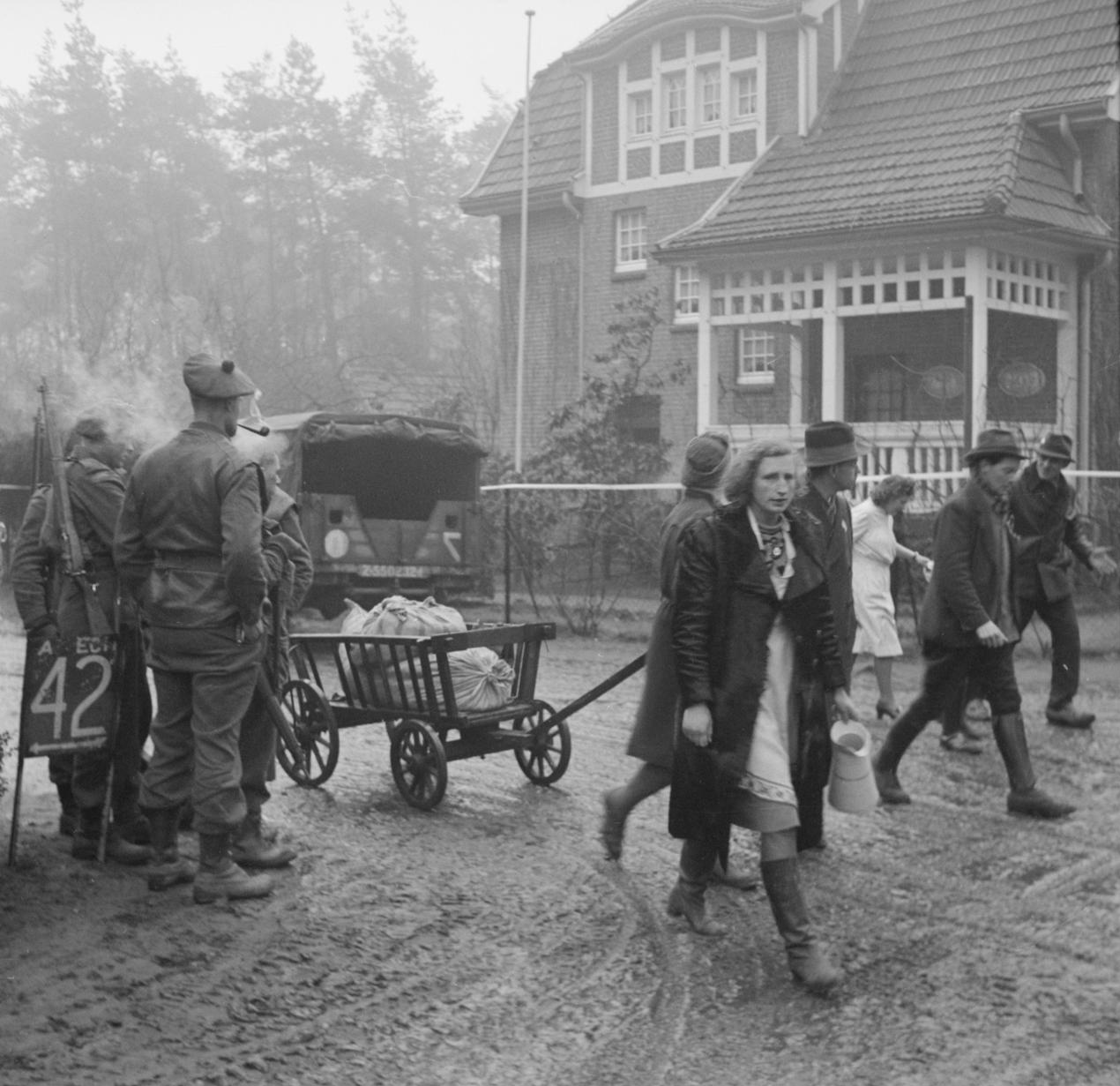
Refugiados alemães em Bedburg, próximo de Cleves, em 19 de fevereiro de 1945

As estimativas do total de mortos de guerra alemães são de 5,5 a 6,9 milhões de pessoas. Um estudo realizado pelo historiador alemão Rüdiger Overmans coloca o número de alemães militares mortos e desaparecidos em 5,3 milhões, incluindo 900 mil homens recrutados de fora das fronteiras da Alemanha em 1937, como da Áustria e da Europa centro-oriental. Overy estimou em 2014 que, ao todo, cerca de 353 mil civis foram mortos pelos bombardeios britânicos e estadunidenses de cidades alemãs. Um adicional de 20 mil morreram na campanha terrestre. Cerca de 22 mil cidadãos morreram durante a batalha de Berlim. Outras mortes de civis incluem 300 mil alemães (incluindo judeus) que foram vítimas de perseguição política, racial e religiosa, e 200 mil que foram assassinados no programa de eutanásia dos nazistas. Tribunais políticos chamados Sondergerichte condenaram cerca de 12 mil membros da resistência alemã à morte e os tribunais civis condenaram um adicional de 40 mil alemães. Casos de estupros em massa de mulheres alemãs também ocorreram.
No final da guerra, a Europa tinha mais de 40 milhões de refugiados, a sua economia entrou em colapso e 70 por cento de sua infraestrutura industrial estava destruída. Entre doze e quatorze milhões de alemães étnicos fugiram ou foram expulsos do leste da Europa central para a Alemanha. Durante a Guerra Fria, o governo da Alemanha Ocidental estimou um número de mortes de 2,2 milhões de civis, devido à fuga e expulsão dos alemães e através do trabalho forçado na União Soviética. Este valor permaneceu incontestado até os anos 1990, quando alguns historiadores colocar o número de mortos em 500 e 600 mil mortes confirmadas. Em 2006, o governo alemão reafirmou sua posição de que entre 2 e 2,5 milhões de mortes ocorreram.

## Geografia

Expansão territorial da Alemanha entre 1933 e 1943. Vermelho: 1933; rosa: 1939; laranja: 1943

### Mudanças territoriais
Como resultado de sua derrota na Primeira Guerra Mundial e do Tratado de Versalhes resultante, a Alemanha perdeu Alsácia-Lorena, Jutlândia do Sul e Memel. O Sarre tornou-se temporariamente um protetorado da França, sob a condição de que seus moradores, mais tarde, decidissem por referendo a qual país iriam a aderir. A Polônia se tornou uma nação independente e recebeu um acesso ao mar através da criação do Corredor Polonês, que separava a Prússia do resto da Alemanha. Danzig foi transformada em uma cidade livre.
A Alemanha recuperou o controle do Sarre por meio de um referendo realizado em 1935 e anexou a Áustria durante o Anschluss de 1938. O Acordo de Munique de 1938 deu aos alemães o controle da região dos Sudetos e eles tomaram o restante da Tchecoslováquia seis meses depois. Sob a ameaça de uma invasão marítima, a Lituânia rendeu o distrito Memel aos nazistas março 1939.
Entre 1939 e 1941, o Terceiro Reich invadiu Polônia, França, Luxemburgo, Países Baixos, Bélgica e União Soviética. Trieste, Tirol do Sul e Ístria foram cedidos à Alemanha por Mussolini em 1943. Dois distritos fantoches foram estabelecidos na área, a Zona Operacional do Litoral Adriático e a Zona Operacional do Sopé dos Alpes.

### Territórios ocupados

Territórios ocupados pelo Eixo na Europa em 1942:
Grande Reich Alemão
Territórios ocupados
Estados fantoches dos nazistas

Alguns dos territórios conquistados foram imediatamente incorporados à Alemanha, como parte do objetivo de longo prazo de Hitler de criar um Grande Reich germânico. Várias áreas, como a Alsácia-Lorena, foram colocadas sob a autoridade de um Gau adjacente (distrito regional). Além dos territórios incorporados estavam os Reichskommissariate (Comissariados do Reich), regimes semicoloniais estabelecidos em uma série de países ocupados pelos nazistas.
Entre as áreas colocadas sob administração alemã estavam o Protetorado da Boêmia e Morávia, Reichskommissariat Ostland (que englobava os países bálticos e a Bielorrússia) e Reichskommissariat Ukraine (Ucrânia ocupada). As áreas conquistadas da Bélgica e da França foram colocadas sob o controle da Administração Militar na Bélgica e no Norte da França. Parte da Polônia foi imediatamente incorporada ao Reich e o Governo Geral foi criado no centro da Polônia ocupada. Hitler pretendia eventualmente incorporar muitas destas áreas para o Reich.
Os governos de Dinamarca, Noruega (Reichskommissariat Norwegen) e Países Baixos (Reichskommissariat Niederlande) foram colocados sob administrações civis compostas em grande parte por nativos.

### Mudanças do pós-guerra

Ocupação da Alemanha pelos Aliados em 1947. A RDA formou-se na área soviética e a RFA na dos aliados ocidentais

Com a emissão da Declaração de Berlim em 5 de junho de 1945 e mais tarde com a criação do Conselho de Controle dos Aliados, as quatro potências aliadas assumiram interinamente o governo da Alemanha.
Na Conferência de Potsdam, em agosto de 1945, os Aliados organizaram a ocupação aliada e o processo de desnazificação do país. A Alemanha foi dividida em quatro zonas, cada uma ocupada por uma das potências aliadas, que realizaram reparações em suas respectivas zonas. Como a maioria das áreas industriais estavam nas zonas ocidentais, a União Soviética recebeu reparações adicionais.
O Conselho de Controle Aliado desestabeleceu a Prússia em 20 de maio de 1947. O auxílio para a reconstrução da Alemanha começou a chegar dos Estados Unidos, no âmbito do Plano Marshall, em 1948. A ocupação durou até 1949, quando os países da Alemanha Oriental (zona de ocupação soviética) e Alemanha Ocidental foram criados. O país finalizou sua fronteira com a Polônia, ao assinar o Tratado de Varsóvia (1970).
A Alemanha permaneceu dividida até 1990, quando os Aliados renunciaram de todas as reivindicações no território alemão com o Tratado sobre a Regulamentação Definitiva referente à Alemanha, em que os alemães também renunciaram de suas reivindicações sobre territórios perdidos durante a Segunda Guerra Mundial.

## Governo e política

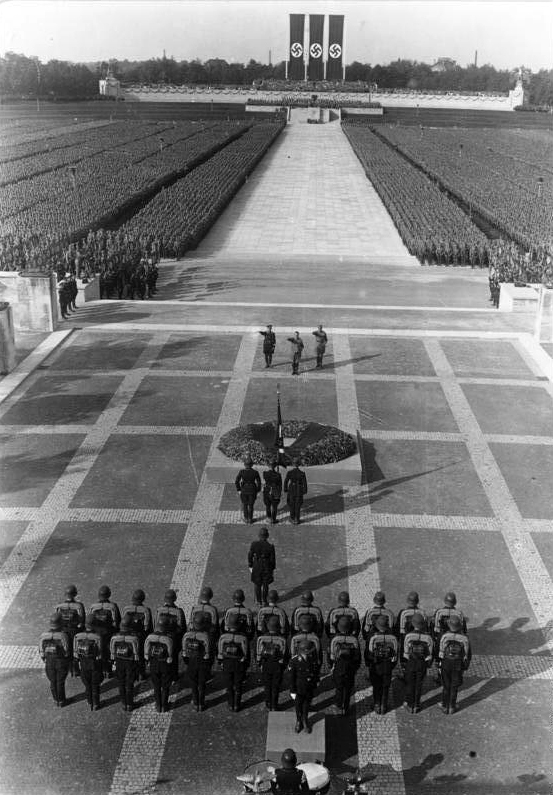
Heinrich Himmler, Hitler e Viktor Lutze fazem a saudação nazista na Reunião de Nuremberg de setembro de 1934

### Ideologia
O Partido Nazista era uma organização política de extrema-direita, que se consolidou durante as convulsões sociais e financeiras que ocorreram com o início da Grande Depressão, em 1929. Enquanto estava na prisão, após o fracassado Putsch da Cervejaria em 1923, Hitler escreveu Mein Kampf, que estabeleceu o seu plano de transformar a sociedade alemã com base nas raças.
A ideologia do nazismo reunia elementos do antissemitismo, higiene racial e eugenia e combinava-os com o pangermanismo e o expansionismo territorial com o objetivo de obter mais Lebensraum para os povos germânicos. O regime tentou obter este novo território ao atacar a Polônia e a União Soviética, com a intenção de deportar ou matar os judeus e eslavos que vivessem lá, que eram vistos como sendo inferiores à raça ariana e parte de uma conspiração judaica bolchevique. Outros grupos considerados indignos da vida pelos nazistas, incluía as pessoas com deficiência mental e física, ciganos, homossexuais, Testemunhas de Jeová e desajustados sociais.
Influenciado pelo movimento Völkisch, o regime era contra o modernismo cultural e apoiava o desenvolvimento de uma extensa sociedade militar, em detrimento do intelectualismo  (ver: Anti-intelectualismo). A criatividade e a arte foram sufocadas, exceto quando elas podiam servir como meios de propaganda. O partido utilizava símbolos, tais como a bandeira de sangue e rituais, como os comícios nazistas, para promover a unidade e fortalecer a popularidade do regime.

### Governo
Uma lei promulgada em 30 de janeiro de 1934 aboliu os existentes Länders (estados constituintes) da Alemanha e os substituiu por novas divisões administrativas nazistas, os Gaue, chefiados por líderes do partido (Gauleiters), que efetivamente se tornaram os governadores de suas respectivas regiões. A mudança nunca foi totalmente implementada, visto que os Länders ainda eram usados como divisões administrativas de alguns departamentos do governo, como a educação. Isso levou a um emaranhado burocrático de sobreposições de competências e responsabilidades típicas do estilo administrativo do regime nazista.

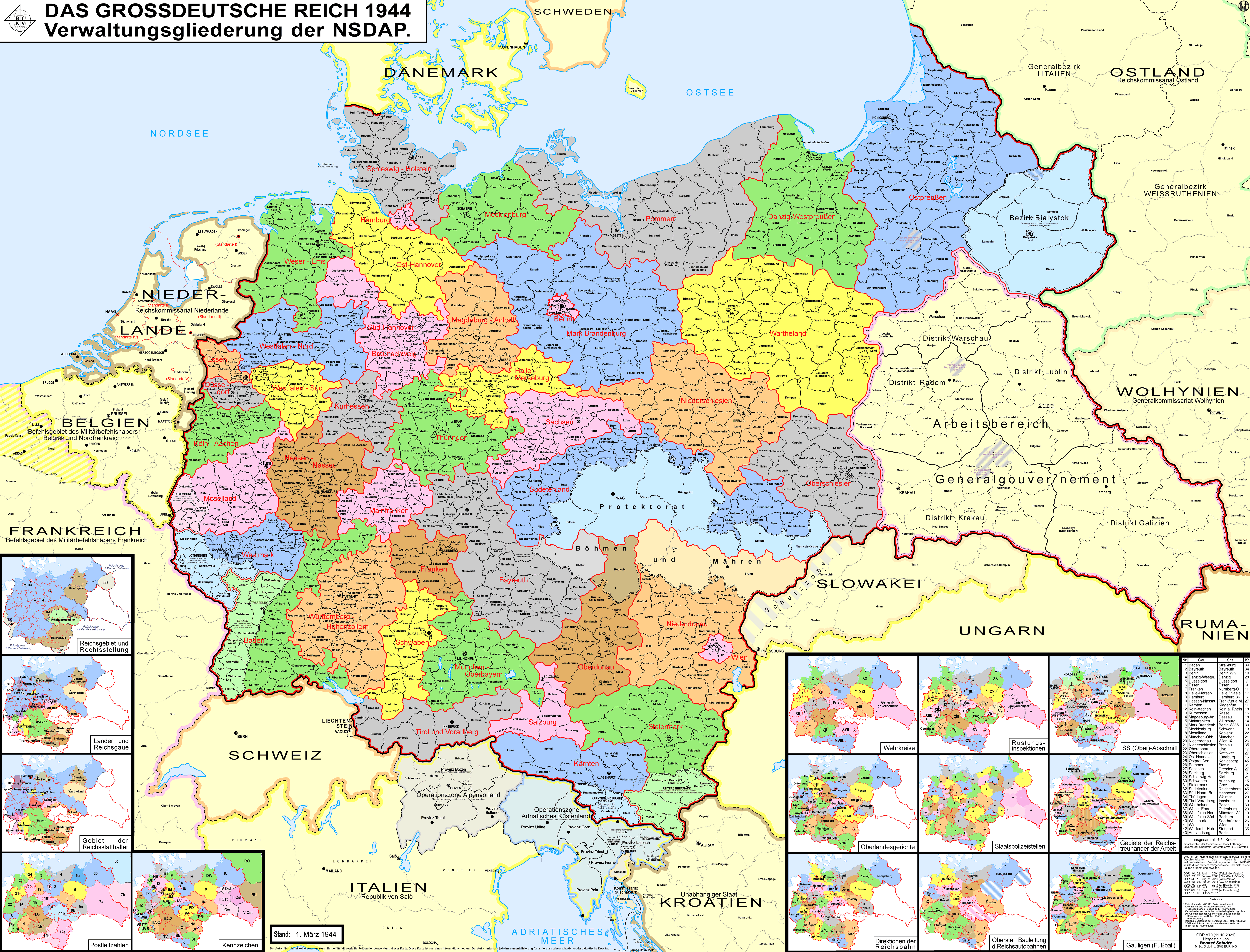
As regiões administrativas do Grande Reich Germânico em 1944

Os funcionários judeus perderam seus empregos em 1933, exceto para aqueles que tinham prestado serviço militar na Primeira Guerra Mundial. Membros do Partido Nazista ou simpatizantes do partido eram nomeados em seus lugares. Como parte do processo de Gleichschaltung, a Lei do Governo Local do Reich de 1935 aboliu as eleições regionais. Desse ponto em diante, os prefeitos eram nomeados pelo Ministério do Interior.
Hitler governava a Alemanha autocraticamente por afirmar o Führerprinzip (princípio líder), que apelava para a obediência absoluta de todos os seus subordinados. Ele via a estrutura de governo como uma pirâmide, sendo que ele se considerava o líder infalível no ápice da estrutura governamental. A classificação dentro do partido não era determinada por eleições; os cargos eram preenchidos por nomeação por aqueles de maior pontuação. O partido usava a propaganda para desenvolver um culto à personalidade em torno de Hitler. Historiadores, como Kershaw, enfatizam o impacto psicológico da habilidade de Hitler como orador. Kressel escreve: "Surpreendentemente ... alemães falam com mistificação do apelo 'hipnótico' de Hitler".
Os altos funcionários de governo eram subordinados a Hitler e seguiam as suas políticas, mas eles tinham uma autonomia considerável. Esperava-se que os funcionários "trabalhassem para o Führer" e tomassem a iniciativa na promoção de políticas e ações de acordo com seus desejos e com os objetivos do partido, sem que Hitler tivesse que estar envolvido no dia-a-dia do país. O governo não era um corpo cooperando, mas sim uma coleção desorganizada de facções lideradas por membros da elite do partido que lutavam para acumular poder e ganhar a simpatia do Führer. O estilo de liderança de Hitler era dar ordens contraditórias aos seus subordinados e colocá-los em posições onde seus deveres e responsabilidades se sobrepunham. Desta maneira, ele promovia desconfiança, competição e lutas internas entre seus subordinados para consolidar e maximizar o seu poder.

### Justiça e lei
Assim que Hitler tornou-se chanceler em 1933, e nos anos que seguiram, a lei e a constituição de Weimar — que permanecia a mesma da República de Weimar — foram desrespeitas muitas vezes por ele e pelos membros do partido nazista, de forma que muitos juizes afirmavam que "Hitler é a lei!". Hermann Göring declarou aos promotores prussianos em 12 de junho de 1934 que a "vontade do Führer e a lei são a mesma coisa". O próprio Hitler, após o expurgo em massa de seus inimigos na Noite das Facas Longas, em seu discurso no Reichstag denominou-se o "juiz supremo do povo alemão". Hitler tinha o direito de revogar os processos criminais, inicialmente Göring também. Milhares de "decretos-lei" emitidos pelo Führer foram explicitamente baseados no decreto do presidente Paul von Hindenburg de 28 de fevereiro de 1933, para a Proteção do Povo e do Estado do artigo 48 da Constituição, logo após o incêndio do Reichstag, quando Hitler lhe havia assegurado da possibilidade de uma revolução comunista, o decreto que suspendia todos os direitos civis, permaneceu em vigor durante todo o regime nazista.
Através da Lei de Serviços Civis de 7 de abril de 1933, que devia ser aplicada para todos os juizados, afastava os juízes judeus ou juízes "que demonstrarem não mais estarem aptos a intervir todas as vezes em favor do Estado nacional-socialista". Os juízes obrigatoriamente tinham de associar-se à Liga Nacional-Socialista dos Juristas Alemães. Muitas vezes mesmo quando os réus eram absolvidos a Gestapo prendia-os, os matava, ou os mandava para um campo de concentração, como ocorreu com o pastor Martin Niemöller. O registro de todas as decisões dos tribunais dos acusados de atacar o partido nazista era mandado para o deputado Rudolf Hess, que se considerasse a sentença muito branda, condenava muitas vezes a pessoa para um campo de concentração ou a sentenciava à morte. Os juízes eram estimulados a desrespeitar a lei em favor do nazismo, o dr. Hans Frank, Comissário de Justiça e Líder Jurídico do Reich disse aos juristas em 1936:
A ideologia nacional-socialista é o fundamento de todas as leis básicas (…), em face do nacional-socialismo não há lei independente. Ante qualquer decisão que tomardes perguntais a vós mesmos "Como decidiria o Führer em meu lugar" Em toda decisão, perguntai "Será esta decisão compatível com a consciência nacional-socialista (…) 

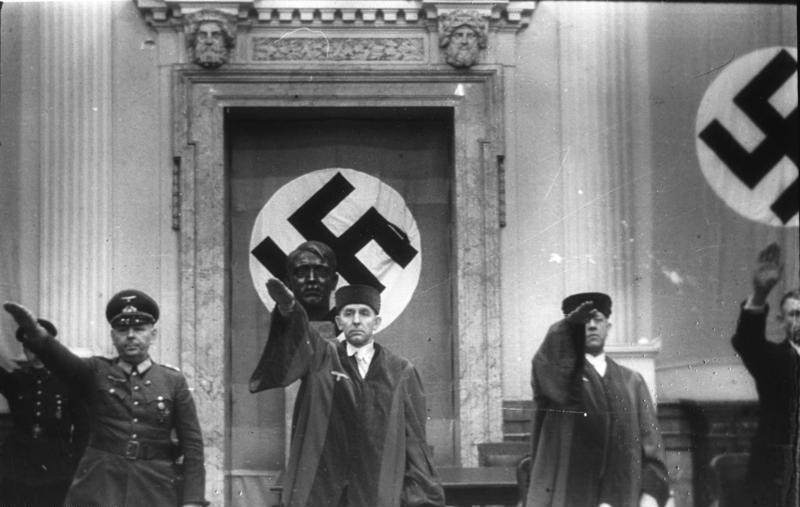
Roland Freisler, presidente da Corte Popular (no centro) e outros juízes fazendo a saudação nazista no tribunal da Corte Popular

Em 21 de março de 1933 foi estabelecido a Sondergericht (Corte Especial), que julgava os crimes políticos ou "ataques (…) contra o governo", anteriormente sob jurisdição dos tribunais ordinários. As Cortes especiais compunham-se de três juízes, funcionários ou pessoas de confiança do partido nazista, não havia júri. Apesar do promotor de justiça ter liberdade para escolher entre os casos serem julgados por tribunais ordinários ou a corte especial, escolhia sempre a última. Os advogados de defesa que deviam ser aprovados pelos funcionários nazistas eram muito ruins.
Em 24 de abril de 1934 foi estabelecido o Volksgerichtshof (Corte Popular), um dos tribunais mais temidos e arbitrários da Alemanha nazista, cujo presidente era Roland Freisler, que julgava os casos de traição, anteriormente sob jurisdição exclusiva do Reichsgerich (Suprema Corte). Isto ocorreu principalmente por uma decisão tomada um mês antes pela Suprema Corte, que absolveu de traição três dos quatro comunistas acusados de incendiar o Reichstag. A Corte Popular compunha-se de juízes profissionais e de outros cinco escolhidos entre os funcionários do partido nazista, da SS e da Wehrmacht, constituindo a maioria. Não havia apelações de suas decisões ou sentenças e geralmente suas sessões eram realizadas em gabinetes privados, embora às vezes, com fins de propaganda, quando sentenças públicas deviam ser dadas, correspondentes estrangeiros eram convidados a assisti-las, como ocorreu com William L. Shirer. Os processos terminavam rapidamente, muitas vezes em um dia, havia pouca oportunidade de apresentar testemunhas de defesa, assim como na Corte Especial, os advogados de defesa na Corte Popular deviam ser aprovados pelos funcionários nazistas.
Entre 1933 e 1945 mais de 3 milhões de alemães foram enviados para campos de concentração ou prisão por motivos políticos. Dezenas de milhares de alemães foram mortos por resistência ao nazismo (ver: resistência alemã). Entre 1933 e 1945 a Corte Especial sentenciou à morte 12 mil alemães. As Cortes Marciais sentenciaram à morte 25 mil soldados alemães, e a justiça regular sentenciou à morte 40 mil alemães. Muitos destes alemães fizeram parte do governo civil ou militar de serviço, circunstância que lhes permitia iniciar a subversão e conspiração enquanto envolvidos, de forma marginal ou significativamente, nas políticas do governo".

### Militares e paramilitares

#### Wehrmacht

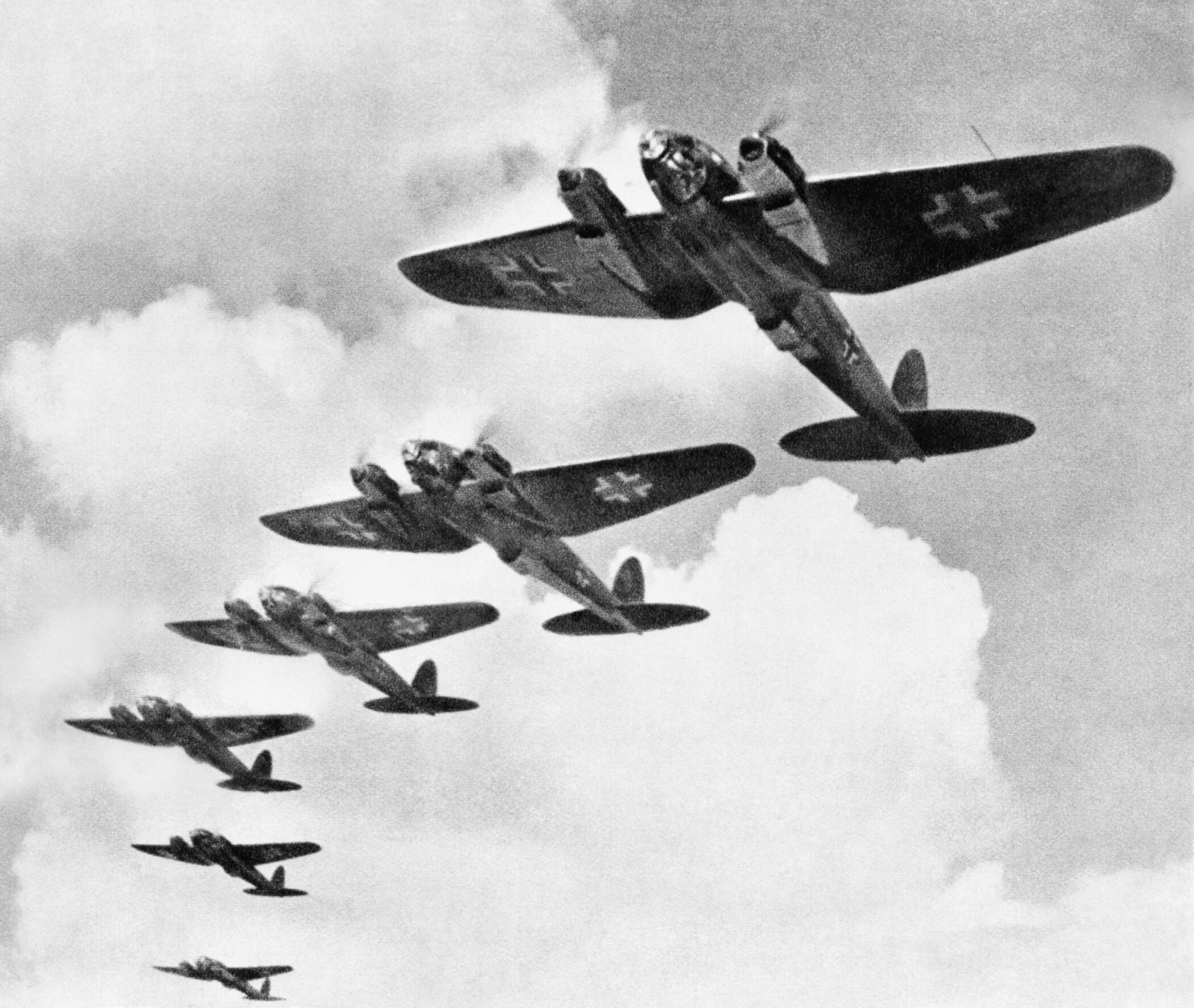
Bombardeiros Heinkel He 111 da Luftwaffe durante a Batalha da Grã-Bretanha

As forças armadas unificadas da Alemanha entre 1935 e 1945 eram chamadas de Wehrmacht. Isto incluía o Heer (exército), a Kriegsmarine (marinha) e a Luftwaffe (Força Aérea). Em 2 de agosto de 1934, os membros das forças armadas foram obrigados a prometer um juramento de obediência incondicional a Hitler pessoalmente. Em contraste com o juramento anterior, que exigia lealdade à constituição do país e às suas instituições legais, este novo juramento exigia que os membros das forças armadas obedecessem apenas ao Führer, mesmo que quando eles recebiam a ordem de fazer algo ilegal. Hitler decretou que o exército teria de tolerar e até mesmo oferecer apoio logístico para os Einsatzgruppen — os esquadrões da morte móveis responsáveis por milhões de assassinatos na Europa Oriental — quando isto era taticamente possível de ser feito. Os membros da Wehrmacht também participaram diretamente do Holocausto ao atirar em civis ou ao promover o genocídio sob o disfarce de operações antipartidárias.
Apesar dos esforços para preparar militarmente o país, a economia não poderia sustentar uma longa guerra de atrito, como havia ocorrido na Primeira Guerra Mundial. A estratégia foi desenvolvida baseada na tática de Blitzkrieg (guerra relâmpago), que envolvia o uso de ataques coordenados e rápidos que evitavam pontos fortes dos inimigos. Os ataques começaram com o bombardeio de artilharia, seguido de rajadas de metralhadoras. Em seguida, os tanques atacavam e, finalmente, a infantaria movia-se para garantir qualquer terreno que havia sido tomado. As vitórias continuaram até meados de 1940, mas o fracasso em derrotar a Grã-Bretanha foi o primeiro grande ponto de virada na guerra. A decisão de atacar a União Soviética e a derrota decisiva na Batalha de Stalingrado levou à retirada dos exércitos alemães e a eventual perda do conflito. O número total de soldados que serviram na Wehrmacht entre 1935 e 1945 foi de cerca de 18,2 milhões, dos quais 5,3 milhões morreram.

#### SA e SS

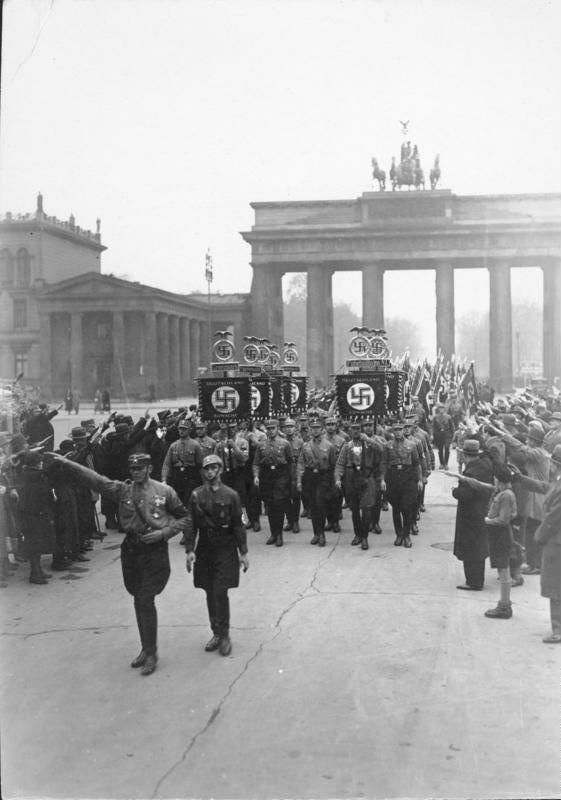
Membros da SA no Portão de Brandemburgo, em Berlim

A Sturmabteilung (SA; Destacamento Tempestade) foi fundada em 1921 e foi o primeiro grupo paramilitar do Partido Nazista. Sua tarefa inicial era proteger líderes nazistas em comícios e assembleias. Eles também participaram de batalhas de rua contra as forças de partidos políticos rivais e ações violentas contra os judeus e outros grupos. Em 1934, sob a liderança de Ernst Röhm, o número de membros da SA tinha crescido para mais de meio milhão de pessoas — 4,5 milhões incluindo os reservistas — em um momento em que o exército regular ainda estava limitado a 100 mil homens pelo Tratado de Versalhes.
Röhm esperava assumir o comando do exército e absorvê-lo para as fileiras da SA. Hindenburg e o ministro da Defesa, Werner von Blomberg, ameaçaram impor lei marcial se as atividades alarmantes da SA não fossem reduzidas. Hitler também suspeitava que Röhm estava conspirando para depô-lo, então ordenou a morte dele e de outros inimigos políticos. Até 200 pessoas foram mortas entre 30 de junho e 2 de julho de 1934, em um evento que ficou conhecido como a Noite das Facas Longas. Após este expurgo, a SA não era mais uma grande força.
Inicialmente uma força de uma dúzia de homens sob os auspícios da SA, a Schutzstaffel (SS) cresceu até se tornar um dos maiores e mais poderosos grupos na Alemanha nazista. Em 1929, então liderada pelo Reichsführer-SS Heinrich Himmler, a SS tinha mais de um quarto de milhão de membros em 1938 e continuou a crescer. Himmler idealizou a SS como sendo um grupo de elite de guardas, a última linha de defesa de Hitler. A Waffen-SS, o braço militar da SS, tornou-se, de facto, o quarto ramo da Wehrmacht.
Em 1931, Himmler organizou um serviço de inteligência da SS que ficou conhecido como Sicherheitsdienst (SD; Serviço de Segurança). Sob seu vice, o SS-Obergruppenführer Reinhard Heydrich. Esta organização era encarregada de localizar e prender os comunistas e outros opositores políticos do regime. Himmler esperava que, eventualmente, substituísse totalmente o sistema policial existente. Ele também estabeleceu o princípio de uma economia paralela, sob os auspícios da Economia SS e Administração Sede. Esta empresa holding detinha cooperativas de habitação, fábricas e editoras.
De 1935 em diante a SS esteve fortemente envolvida na perseguição aos judeus, que foram presos em guetos e campos de concentração. Com a eclosão da Segunda Guerra Mundial, as unidades da SS chamadas Einsatzgruppen seguiam o exército na Polônia e União Soviética, onde entre 1941 e 1945 mataram mais de dois milhões de pessoas, incluindo 1,3 milhão de judeus. Os SS-Totenkopfverbände (unidades de morte) eram responsáveis pelos campos de concentração e de extermínio, onde milhões mais foram mortos.

## Política racial

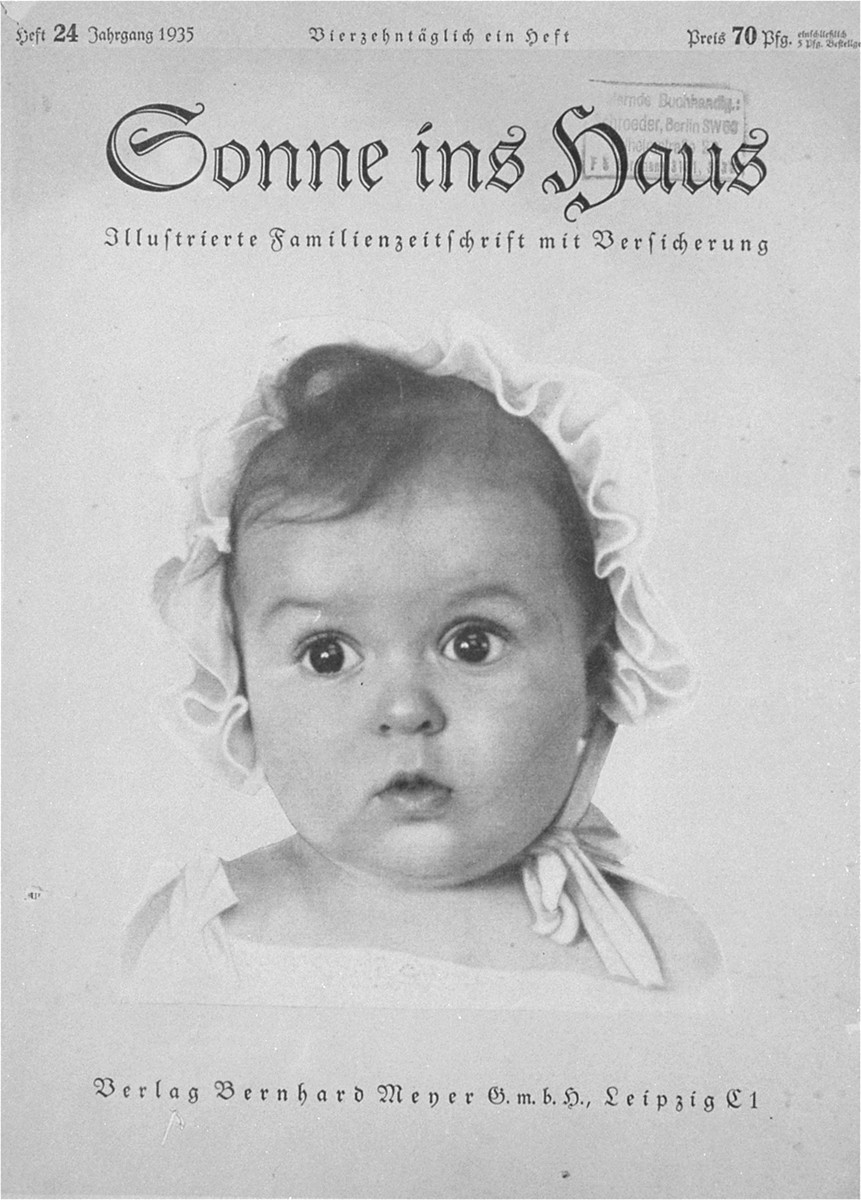
Joseph Goebbels selecionou pessoalmente Hessy Levinsons Taft, uma pequena criança judia, para representar o "bebê ariano ideal" em uma propaganda nazista sem saber sobre sua ancestralidade. (ca. 1935)

O racismo e o antissemitismo eram os princípios básicos do partido e da ideologia nazista. A política racial da Alemanha nazista era baseada em sua crença na existência de uma raça superior. Os nazistas postulavam a existência de um conflito racial entre a raça superior ariana e as raças inferiores, especialmente os judeus, que eram vistos como uma raça mista que tinha se infiltrado na sociedade e era responsável pela exploração e repressão dos arianos.

### Perseguição aos judeus
A discriminação contra os judeus começou imediatamente após a tomada do poder; após uma série de ataques por parte de membros da SA sobre empresas, sinagogas e membros de profissões jurídicas da comunidade judaica, em 1 de abril de 1933, Hitler declarou um boicote nacional contra empresas de judeus. A Lei para a Restauração da Função Pública Profissional, aprovada em 7 de abril, excluía a maioria dos judeus de profissões jurídicas e do serviço civil. Legislações semelhantes logo privaram membros judeus de outras profissões do seu direito de trabalhar. Em 11 de abril um decreto promulgado declarava que qualquer um que tivesse um pai ou avô judeu devia ser considerado não-ariano. Como parte do esforço para remover a influência judaica da vida cultural alemã, os membros da Nationalsozialistischer Deutscher Studentenbund removeram das bibliotecas os livros considerados não-alemães e uma queima de livros em todo o país foi realizada em 10 de maio.
A violência e a pressão econômica eram usadas pelo regime para encorajar os judeus a abandonar voluntariamente o país. Empresas judaicas foram impedidas de terem acesso aos mercados consumidores, proibidas de anunciar em jornais e privadas de manter contratos com o governo. Os cidadãos eram perseguidos e sujeitos a ataques violentos. Muitas cidades colocaram placas proibindo a entrada de judeus.

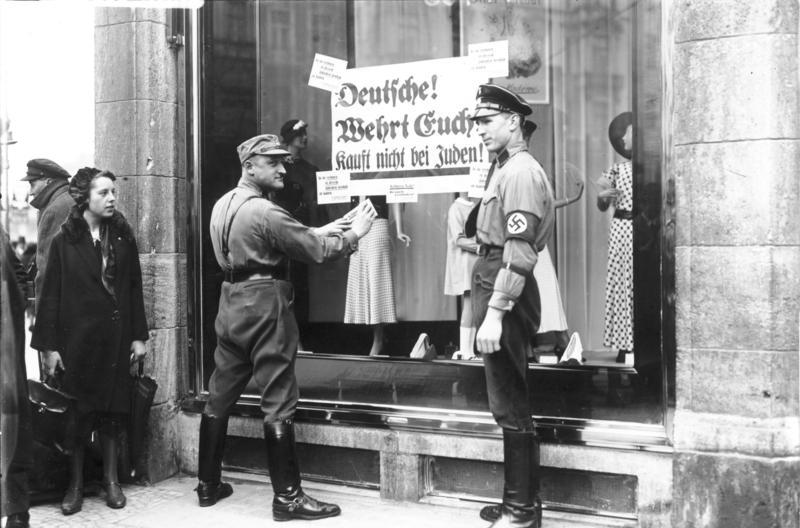
Soldados nazistas em frente a uma loja em Berlim colando uma placa com os dizeres: "Alemães! Defendam-se! Não comprem de judeus" ("Deutsche! Wehrt Euch! Kauft nicht bei Juden!")

Em novembro de 1938, um jovem judeu solicitou uma entrevista com o embaixador alemão em Paris. Ele se reuniu com o secretário, em quem ele atirou e matou para protestar contra o tratamento de sua família na Alemanha. Este incidente forneceu o pretexto para um pogrom do partido incitado contra os judeus em 9 de novembro de 1938. Membros da SA danificaram e/ou destruíram sinagogas e propriedades judaicas em toda a Alemanha. Pelo menos 91 judeus-alemães foram mortos durante esse pogrom, mais tarde chamado de Kristallnacht, a Noite dos Cristais. Ainda em 1938, a Reichsbund jüdischer Frontsoldaten (associação de soldados alemães judeus veteranos da I Guerra Mundial) fundada em 1919, foi extinta.
Outras restrições foram impostas sobre os judeus nos meses seguintes. Eles foram proibidos de comandar ou possuir empresas ou trabalhar em lojas de varejo, dirigir carros, ir ao cinema, visitar bibliotecas ou ter armas. Os alunos judeus eram expulsos das escolas. A comunidade judaica foi multada em mil milhões de marcos para pagar pelos danos causados pela Kristallnacht e todo o dinheiro recebido através de pedidos de seguro foi confiscado pelos nazistas.
Em 1939, cerca de 250 mil dos 437 mil judeus da Alemanha emigraram para Estados Unidos, Argentina, Reino Unido, Palestina e outros países. Muitos optaram por ficar na Europa continental. Eles foram autorizados a emigrar à Palestina para transferir propriedades sob os termos do Acordo Haavara, mas aqueles que se deslocaram para outros países tiveram que deixar praticamente todos os seus bens para trás, que foram apreendidos pelo governo.

### Holocausto

Mapa do Holocausto na Europa, entre 1939 e 1945, mostrando todos os campos extermínio, a maioria dos campos de concentração e Guetos e as principais rotas de deportação

A guerra da Alemanha no leste era baseada na visão de longa data de Hitler de que os judeus eram o grande inimigo do povo alemão e que o Lebensraum era necessário para a expansão da nação. Hitler concentrou a sua atenção no Leste da Europa, com o objetivo de derrotar a Polônia, a União Soviética e remover ou matar os judeus e eslavos que viviam nessas áreas durante o processo de ocupação e colonização. No início da Segunda Guerra Mundial, a autoridade alemã no Governo Geral na Polônia ocupada ordenou que todos os judeus enfrentassem jornadas de trabalho forçado e que aqueles que eram fisicamente incapacitados para o trabalho deveriam ser confinados em guetos. Em 1941, Hitler decidiu destruir a nação polonesa por completo. Ele planejava que dentro de 10 a 20 anos, o território da Polônia sob ocupação alemã não teria mais poloneses étnicos e estaria reassentado por colonos alemães. Entre 3,8 e 4 milhões de poloneses permaneceriam como escravos, parte de uma força de trabalho escravo de 14 milhões que os nazistas pretendiam criar usando os cidadãos das nações conquistadas por eles no leste europeu. Cada ramo da burocracia alemã estava envolvido na logística que levou ao extermínio, o que faz com que alguns classifiquem o Terceiro Reich como um "um Estado genocida".
O Generalplan Ost (Plano Geral de Metas para a Leste) tinha como objetivo deportar a população da Europa Oriental ocupada e da União Soviética para a Sibéria, para serem usados como escravos ou para serem assassinados. Para determinar quem deveria ser morto, Himmler criou o Volksliste, um sistema de classificação de pessoas consideradas de sangue alemão. Ele ordenou que os de ascendência germânica que se recusassem a ser classificados como alemães étnicos deviam ser deportados para campos de concentração, ter seus filhos levados ou serem designados para o trabalho forçado. O plano também incluía o sequestro de crianças consideradas como tendo traços arianos-nórdico, que se presumia serem de descendência alemã. O objetivo era implementar o Generalplan Ost após a conquista da União Soviética, mas quando a invasão fracassou, Hitler teve que considerar outras opções. Uma sugestão era uma deportação forçada e em massa dos judeus para Polônia, Palestina ou como no proposto Plano Madagáscar.

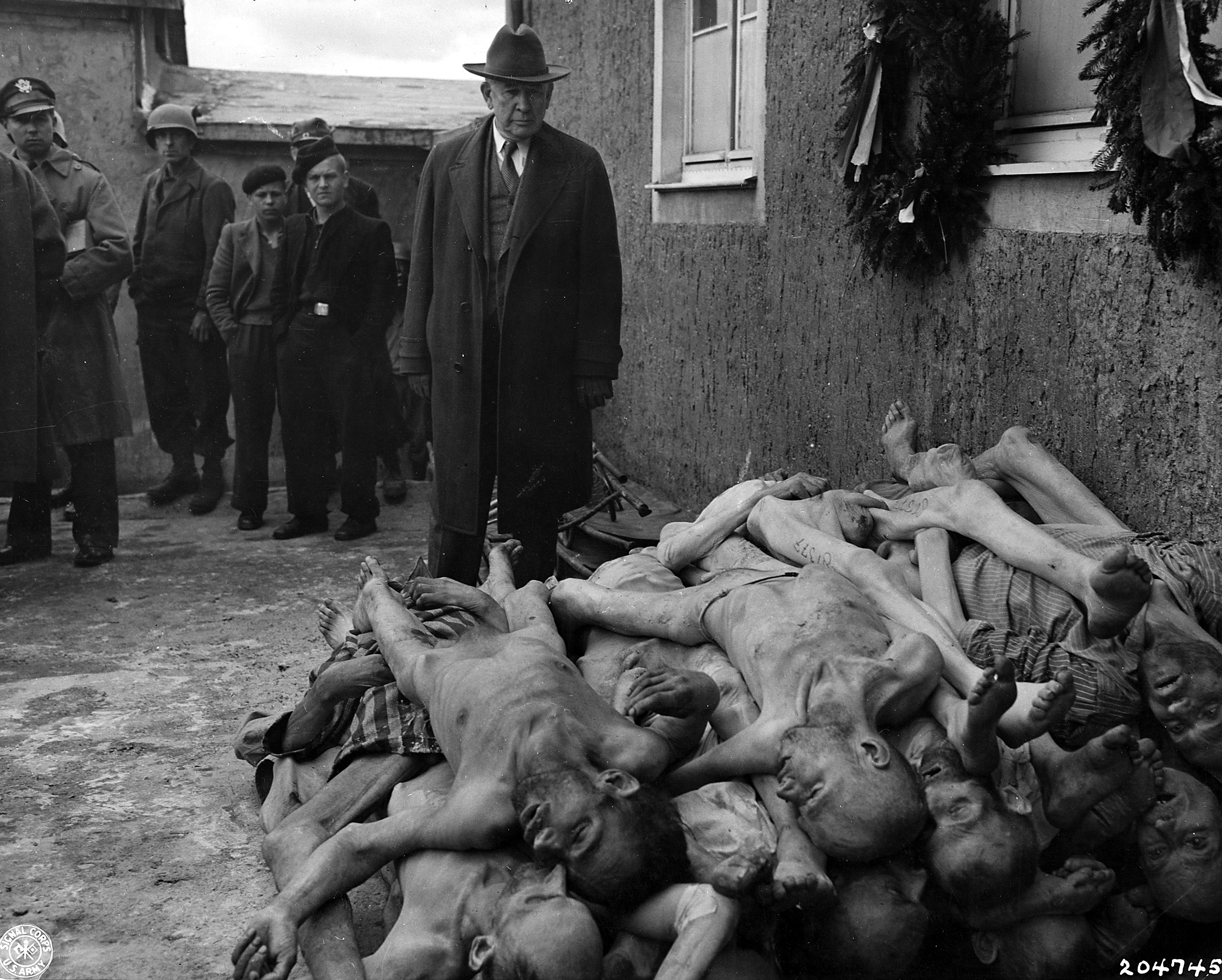
O senador estadunidense Alben W. Barkley, membro do comitê que investigava os crimes nazistas, ao lado de corpos de prisioneiros do campo de concentração de Buchenwald, na Alemanha

Em algum lugar em torno da época da ofensiva fracassada contra Moscou em dezembro de 1941, Hitler decidiu que os judeus da Europa deveriam ser exterminados imediatamente. Os planos para a erradicação total da população judaica da Europa, que era de onze milhões de pessoas, foram formalizados no Conferência de Wannsee em 20 de janeiro de 1942. Alguns poderiam ser forçados a trabalhar até a morte e o resto seria morto na implementação do Die Endlösung der Judenfrage (a Solução Final da Questão Judaica). Inicialmente, as vítimas foram mortas em caminhões de gás ou pelos pelotões de fuzilamento dos Einsatzgruppen, mas estes métodos provaram-se impraticáveis para uma operação desta envergadura.  Em 1941, os campos de concentração de Auschwitz, Sobibor, Treblinka e outros campos de extermínio nazistas substituíram os Einsatzgruppen como o principal método de assassinato em massa. O número total de judeus assassinados durante a guerra é estimado entre 5,5 e 6 milhões de pessoas, incluindo mais de um milhão de crianças. Cerca de doze milhões de pessoas foram colocadas sob o regime de trabalho forçado.
Os cidadãos alemães (apesar de grande parte da negação posterior) tiveram acesso a informações sobre o que estava acontecendo, sendo que os soldados que retornavam dos territórios ocupados os informavam sobre o que tinham visto e feito. Evans afirma que a maioria dos cidadãos alemães desaprovava o genocídio. Alguns cidadãos poloneses tentaram resgatar ou ocultar os judeus remanescentes e os membros do Estado Secreto Polaco (movimento de resistência polonês) receberam a notícia de que o governo polonês no exílio, em Londres, estava monitorando o que estava acontecendo.
Além de eliminar os judeus, os nazistas também planejavam reduzir a população dos territórios conquistados em 30 milhões de pessoas por inanição em uma ação chamada de "Plano de Fome". As fontes de alimento seriam desviadas para o exército e civis alemães. Cidades seriam demolidas e os locais seriam autorizados a regressar à floresta ou seriam reassentados por colonos alemães. Em conjunto, o Plano de Fome e o Generalplan Ost teriam levado à fome de 80 milhões de pessoas na União Soviética. Estes planos parcialmente cumpridos resultaram na morte de cerca de 19,3 milhões de civis e prisioneiros de guerra.

### Perseguição a outros grupos

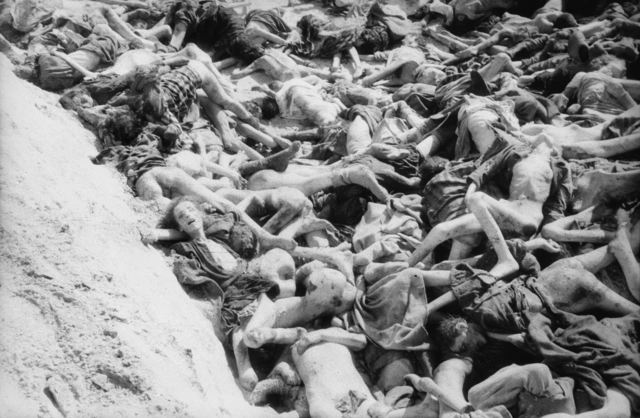
Vala comum no campo de Bergen-Belsen

Sob as disposições de uma lei promulgada 14 de julho de 1933, o regime nazista realizou a esterilização obrigatória de mais de 400 mil indivíduos rotulados como tendo defeitos hereditários. Mais da metade das pessoas esterilizadas eram aquelas consideradas deficientes mentais, que incluía não apenas as pessoas que iam mal em testes de inteligência, mas também aqueles que se desviavam dos padrões esperados de comportamento em relação a economia, comportamento sexual e limpeza. Doentes físicos e mentais também foram alvo dos nazistas. A maioria das vítimas vinham de grupos desfavorecidos, como prostitutas, pobres, sem-tetos e criminosos.

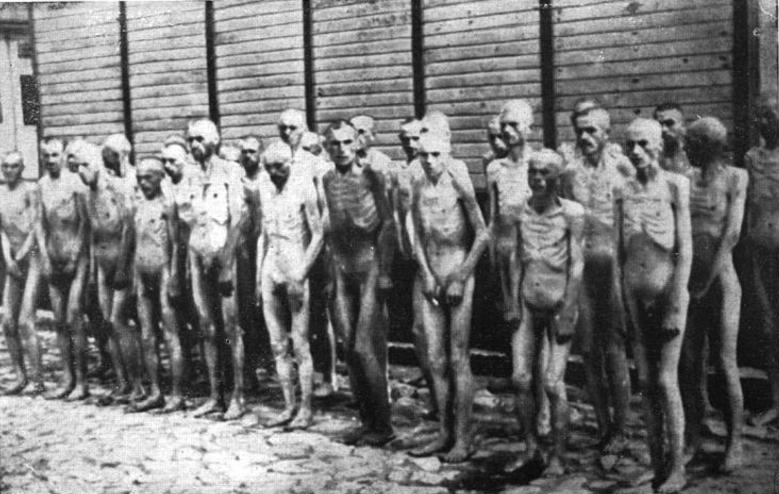
Presos políticos soviéticos no campo de concentração de Mauthausen

Assim como os judeus, o povo cigano também foi submetido a perseguição desde os primeiros dias do regime. Como uma raça não-ariana, eles foram proibidos de casar com pessoas de origem alemã. A partir de 1935, os ciganos passaram a ser enviados para campos de concentração e foram mortos em grande número. Uma das vítimas célebres desta perseguição, Johann Trollmann, alemão cigano sinti e campeão nacional de boxe, foi enviado a um campo de concentração mesmo após ter combatido pela Wehrmacht na frente oriental em 1941.
O Aktion T4 foi um programa de assassinato sistemático da deficientes físicos e mentais e de pacientes de hospitais psiquiátricos que aconteceu principalmente de 1939 e 1941, mas que continuou até ao final da guerra. Inicialmente, as vítimas eram baleadas pelos Einsatzgruppen e outros, mas as câmaras de gás foram utilizadas até o final de 1941. Entre junho de 1941 e janeiro de 1942, os nazistas mataram cerca de 2,8 milhões de prisioneiros de guerra soviéticos. Muitos agonizaram até a morte enquanto estavam ao ar livre em Auschwitz e em outros lugares.
A União Soviética perdeu 27 milhões de habitantes durante a guerra; menos de nove milhões destes foram mortos em combate. Um em cada quatro soviéticos foram mortos ou feridos. Na Polônia, além da perda de 3,3 milhões de cidadãos judeus, entre 1,8 e 1,9 milhão de civis não-judeus foram mortos. Entre os outros grupos perseguidos e mortos estavam as Testemunhas de Jeová, os homossexuais, os desajustados sociais e os membros da oposição política e religiosa.

## Economia

### Economia do Reich

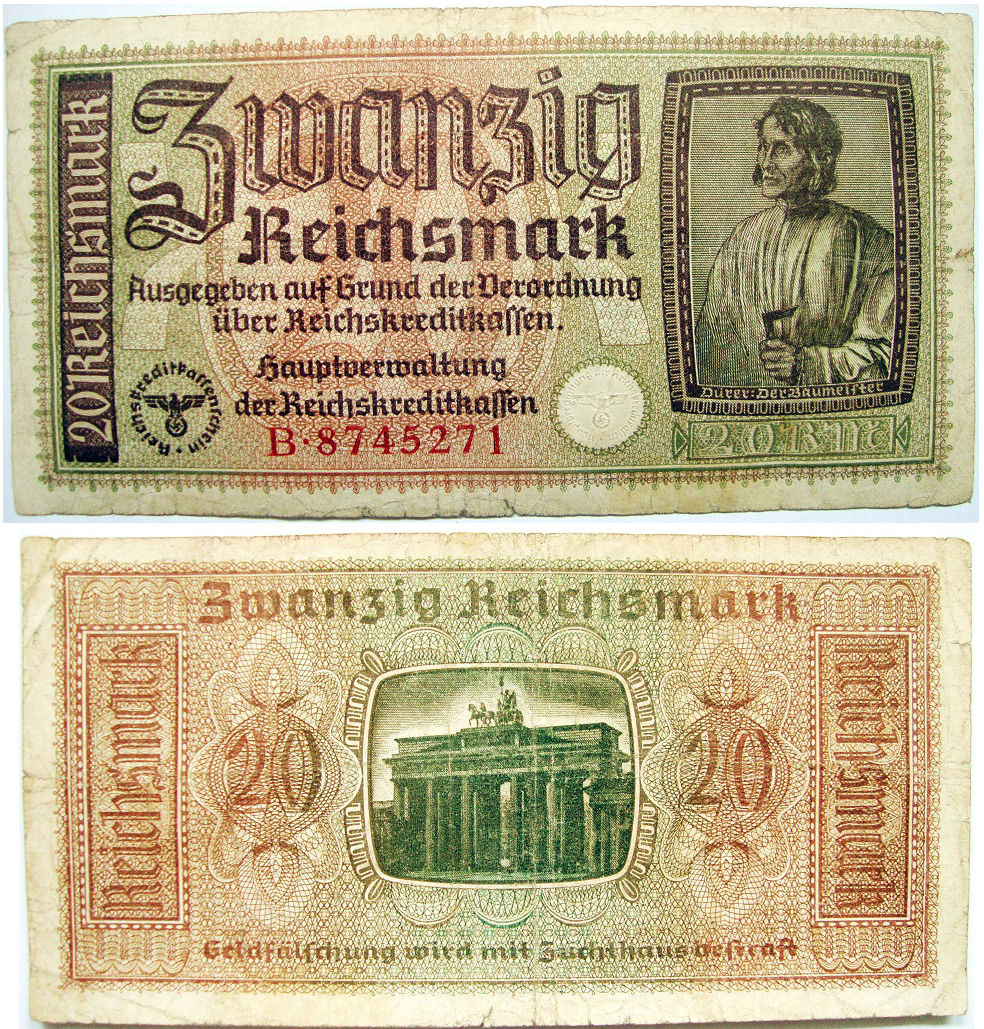
Nota de 20 Reichsmarks

A questão econômica mais urgente que os nazistas inicialmente enfrentaram foi a taxa nacional de desemprego, que estava em 30 por cento. O economista Dr. Hjalmar Schacht, presidente do Reichsbank e ministro da economia, criou em maio de 1933 um esquema para o financiamento do déficit. Os projetos de investimento foram pagos com a emissão de notas promissórias chamadas notas MeFo (Metallurgische Forschungsgesellschaft). Quando as notas eram apresentadas para pagamento, o Reichsbank imprimia dinheiro para fazê-las. Enquanto a dívida nacional subiu, Hitler e sua equipe econômica esperavam que a expansão territorial do país forneceria os meios de pagamento da dívida. A administração de Schacht alcançou um rápido declínio da taxa de desemprego, a maior de todo o país durante a Grande Depressão.
Também como forma de sanear as finanças públicas e angariar fundos para a militarização do país, a maior parte das empresas que tinha sido colocada sob controle estatal durante os últimos anos da República de Weimar, no contexto da crise econômica decorrente da Grande Depressão (Crise de 1929), foram reprivatizadas por meio de várias vendas de ações ao público entre 1935 e 1937.
Em 17 de outubro de 1933, o pioneiro da aviação Hugo Junkers, proprietário da empresa Junkers Flugzeug- und Motorenwerke AG, foi preso. Dentro de alguns dias sua empresa foi expropriada pelo regime. Em conjunto com outros fabricantes de aeronaves e sob a direção do ministro da aviação, Herman Göring, a produção foi imediatamente aumentada em todo setor. Com uma força de trabalho de 3 200 pessoas que produziam 100 unidades por ano em 1932, a indústria cresceu e chegou a empregar um quarto de milhão de trabalhadores que fabricavam mais de 10 mil aeronaves tecnicamente avançadas por ano, menos de dez anos depois.

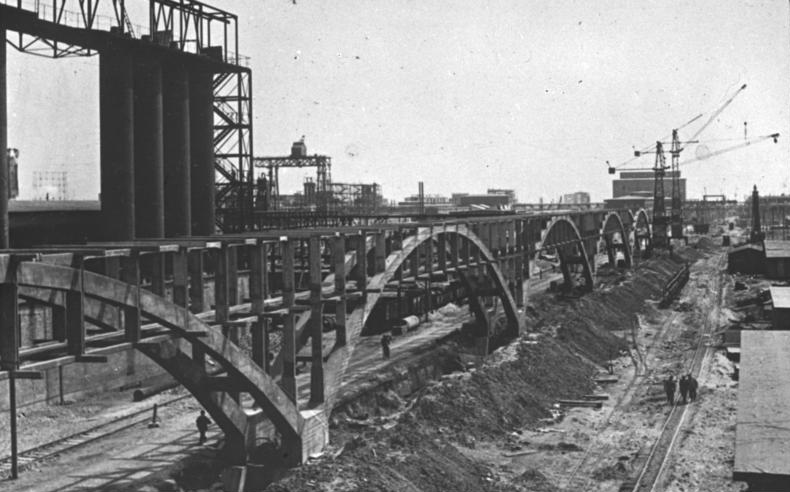
Fábrica da IG Farben para petróleo sintético em construção em Buna Werke (1941). Esta fábrica era parte do complexo do campo de concentração de Auschwitz

Uma burocracia elaborada foi criada para regular as importações alemãs de matérias-primas e de produtos manufaturados, com a intenção de eliminar a concorrência estrangeira no mercado alemão e de melhorar o equilíbrio de pagamentos da nação. Os nazistas incentivaram o desenvolvimento de substitutos sintéticos para materiais como petróleo e têxteis. Em 1933, como o mercado estava experimentando um excesso e os preços do petróleo estavam baixos, o governo nazista fez um acordo de participação nos lucros com a IG Farben, garantindo-lhes um retorno de 5 por cento sobre o capital investido em sua planta de óleo sintético em Leuna. Quaisquer lucros superiores a essa quantia seriam entregues ao Reich. Em 1936, a Farben arrependeu-se de fazer o negócio, visto que o excesso de lucros gerado tinha de ser dado ao governo.
Entre os principais projetos de obras públicas financiados com déficit estiveram a construção de uma rede de Autobahns e o financiamento para programas iniciados pelo governo anterior para habitação e melhorias agrícolas. Para estimular a indústria de construção, o crédito era oferecido a empresas privadas e os subsídios eram disponibilizados para a compra e reforma de casas. Com a condição de que a esposa deixasse a força de trabalho, um empréstimo de até 1 000 Reichsmarks poderia ser oferecido a casais jovens de ascendência ariana que pretendessem se casar. A quantia que tinha de ser reembolsada era reduzida em 25 por cento para cada criança nascida. A ressalva de que a mulher tinha de permanecer desempregada foi abandonada em 1937, devido a escassez de trabalhadores qualificados.
Hitler previu o uso generalizado de carros como parte da nova Alemanha. Ele fez com que o designer Ferdinand Porsche elaborasse planos para a KdF-Wagen (carro Força pela Alegria), destinado a ser o automóvel que cada cidadão alemão podia pagar. Um protótipo foi exibido no Salão Internacional do Automóvel de Berlim em 17 de fevereiro de 1939. Com a eclosão da Segunda Guerra Mundial, a fábrica foi convertida para a produção de veículos militares. Nenhum modelo produzido foi vendido até depois da guerra, quando o veículo foi rebatizado para Volkswagen (carro do povo).
Seis milhões de pessoas estavam desempregadas quando os nazistas tomaram o poder em 1933 e, por volta de 1937, havia menos de um milhão. Isso aconteceu em parte devido à remoção das mulheres da força de trabalho. Os salários reais caíram 25 por cento entre 1933 e 1938. Os sindicatos foram abolidos em maio de 1933, com a apreensão dos fundos e prisão das lideranças dos sindicatos social-democratas. A nova organização, a Frente Alemã para o Trabalho, foi criada e colocada sob funcionário nazista Robert Ley. O trabalhador médio alemão trabalhava 43 horas por semana em 1933 e, em 1939, este número aumentou para 47 horas por semana.
No início de 1934, o foco mudou de financiar programas de criação de trabalho para o rearmamento das forças armadas. Em 1935, os gastos militares foram responsáveis por 73 por cento das compras do governo de bens e serviços. Em 18 de outubro de 1936, Hitler nomeou Göring como plenipotenciário do Plano de Quatro Anos, destinado a acelerar o programa de rearmamento. Além ordenar a rápida construção de usinas siderúrgicas, fábricas de borracha sintética e outras fábricas, Göring instituiu salários e controles de preços e restringiu a emissão de dividendos de ações. Grandes gastos foram feitos no rearmamento, apesar dos déficits crescentes. com a introdução do serviço militar obrigatório em 1935, o Reichswehr, que havia sido limitada a 100 mil pelos termos do Tratado de Versalhes, expandiu-se para 750 mil em serviço ativo no início da Segunda Guerra Mundial, com mais um milhão na reserva. Em janeiro de 1939, o número de desempregados caiu para 301 800 e para apenas 77 500 em setembro.

### Economia de guerra e de trabalho forçado
A economia de guerra nazista era uma economia mista que combinava um mercado livre com o planejamento central; o historiador Richard Overy descreveu a economia nazista como estando em algum ponto entre a economia de comando da União Soviética e o sistema capitalista dos Estados Unidos.

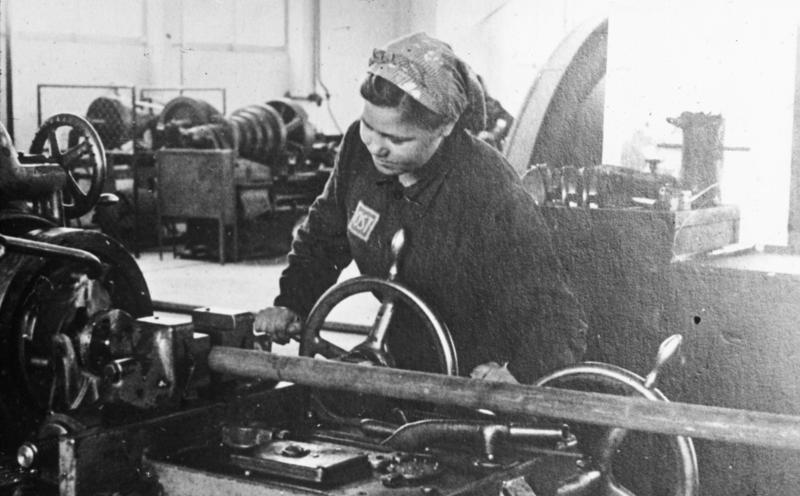
Trabalhadora escrava na fábrica da IG Farben no campo de concentração de Auschwitz

Em 1942, após a morte do ministro do armamento, Fritz Todt, Hitler nomeou Albert Speer como seu substituto. Speer melhorou a produção via organização simplificada, o uso de máquinas de propósito único operadas por trabalhadores não qualificados, a racionalização dos métodos de produção e melhor co-coordenação entre as muitas empresas diferentes que faziam dezenas de milhares de componentes. As fábricas foram realocadas para longe de pátios ferroviários, que estavam sendo alvos de bombardeios. Em 1944, a guerra estava consumindo 75 por cento do produto interno bruto da Alemanha, em comparação com 60 por cento na União Soviética e 55 por cento na Grã-Bretanha.
A economia de guerra dependia fortemente do emprego em larga escala de trabalhadores forçados. A Alemanha importou e escravizou cerca de 12 milhões de pessoas de 20 países europeus para trabalhar em fábricas e fazendas; cerca de 75 por cento eram do Leste Europeu. Muitos foram vítimas do bombardeio dos Aliados, uma vez que recebiam pouca proteção de ataques aéreos. As más condições de vida levaram a altas taxas de doenças, ferimentos e morte, bem como sabotagem e atividades criminosas.
Os trabalhadores estrangeiros trazidos para a Alemanha foram colocados em quatro diferentes classificações: trabalhadores convidados, internados militares, trabalhadores civis e trabalhadores do Leste. Diferentes regras foram colocadas sobre o trabalhador em função da sua classificação. Para separar os alemães e dos trabalhadores estrangeiros, os nazistas emitiram uma proibição sobre as relações sexuais entre alemães e trabalhadores de outros países.
As mulheres desempenhavam um papel cada vez maior. Em 1944, mais de meio milhão serviam como auxiliares nas forças armadas alemãs, especialmente em unidades antiaéreas da Luftwaffe; meio milhão trabalhou na defesa aérea civil; e 400 mil eram enfermeiras voluntárias. Elas também substituíram os homens na economia de guerra, especialmente em fazendas e em pequenas lojas familiares.
O bombardeio estratégico muito pesado feito pelos Aliados tinha como alvo refinarias que produziam petróleo sintético e gasolina, bem como o sistema de transporte alemão, especialmente pátios ferroviários e canais. A indústria de armamentos começou a quebrar em setembro de 1944. Em novembro, o carvão combustível já não atingia seus destinos e a produção de novos armamentos já não era possível. Overy argumenta que os intensos bombardeios pressionaram a economia de guerra alemã e obrigaram-na a desviar um quarto de sua força de trabalho e parque industrial em recursos antiaéreos, o que muito provavelmente encurtou a duração da guerra.

## Ciência e tecnologia
A relação do regime com a ciência e a tecnologia foi ambígua. Seu antissemitismo/antijudaísmo foi prejudicial para alguns campos. Por outro lado, o regime também promoveu avanços nas áreas de ciência militar, tecnologia militar e ciência médica. A ciência alemã era altamente prestigiada antes do nazismo: até 1932, o país recebeu trinta e três prêmios Nobel na área de produção científica, número que reduziu-se para apenas 7 nos vinte e sete anos seguintes.
Em 1933, apenas três meses após sua chegada ao poder, o governo nazista instituiu leis que afastavam os não-arianos do funcionalismo público. Isto foi prejudicial para a ciência e tecnologia do país, uma vez que 25% dos cargos nas universidades alemãs eram ocupados por judeus. O Führer cultivava um grande desprezo pela ciência teórica, uma vez que associava-a a este grupo. Muitos cientistas, optaram pelo auto exílio e, só no primeiro ano do regime, 2 600 deles abandonaram o país. Erwin Schrödinger, Albert Einstein, Hans Krebs e Max Born foram alguns destes. Judeu e pacifista, Albert Einstein renunciou à cidadania alemã e à Academia de Ciências da Prússia, convertendo-se num dos símbolos mundiais de luta contra o nazismo.
No campo militar, o esforço do regime levou a avanços e a propaganda nazista usava o termo Wunderwaffe ("Arma Maravilhosa"), para referir-se aos novos tipos de armamentos. Entre outros, destacaram-se: o fuzil de assalto Sturmgewehr 44 (base para o AK-47 soviético), o canhão ferroviário Schwerer Gustav e os tanques de guerra Tiger I e Tiger II. Na guerra naval, o Porta-aviões Graf Zeppelin, o submarino "Tipo XXI" e o encouraçado Bismarck. Na guerra aérea: pesquisas de aerodinâmica avançada, os interceptadores com motor de foguete Natter ("víbora") e Messerschmitt Me 163 "Komet", os turbojatos Arado Ar 234 (avião de reconhecimento) e Messerschmitt Me 262 (primeiro caça a jato a entrar em serviço), o Focke-Achgelis Fa 223 (helicóptero para guerra antissubmarino), o Junkers Ju 322 e o Messerschmitt Me 321 (planadores para transporte pesado).
Neste período, o país desenvolveu a tecnologia dos mísseis. Em 1933, teve início o projeto Aggregate com o desenvolvimento do míssil A1. Tal projeto foi o ponto de partida para a criação das bombas voadoras, resultando no desenvolvimento das armas-V (Vergeltungswaffen - "armas de vingança"): o míssil de cruzeiro V-1, o míssil balístico V-2 (oficialmente Aggregat-4 ou A-4) e, incluindo-se aí, o canhão V-3. O físico teórico Werner Heisenberg trabalhou no projeto de energia nuclear alemão, liderando os trabalhos para a criação de uma bomba atômica. Paralelamente, o programa Amerika Bomber objetivava a criação de bombardeiros estratégicos de longo alcance, capazes de chegar aos EUA para lançar este artefato. Dentre os projetos candidatos destacou-se o bombardeiro orbital Silbervogel ("pássaro de prata") concebido por Eugen Sänger e Irene Sänger-Bredt. Entretanto, a Alemanha nazista não alcançou seu objetivo de criar armas nucleares.
Após o término do conflito, muitos cientistas alemães receberam asilo dos EUA (ver: Operação Paperclip) e de outros países. Wernher von Braun, diretor do programa V-2, contribuiu para o programa Apollo da NASA. Seu trabalho foi decisivo para a criação do foguete Saturno V, usado na missão Apollo 11, que levou os primeiros humanos à Lua em 1969.
No campo da pesquisa médica, estudiosos do país realizaram uma série de investigações científicas cujos objetivos eram garantir a sobrevivência dos militares alemães em situações extremas. Os experimentos visavam: descobrir tratamentos para ferimentos e doenças; antídotos para agentes químicos-biológicos; investigar como as diferentes "raças" resistiam a doenças contagiosas através pesquisas genéticas; criar tratamentos para hipotermia; testar novos medicamentos e técnicas cirúrgicas; e, determinar os limites da resistência humana para fome, sede e grandes altitudes. Desde a Segunda Guerra Sino-Japonesa, médicos militares do Império do Japão, aliado do Eixo, realizaram experiências similares, com humanos, na Unidade 731. Enquanto o programa alemão de eugenia positiva Lebensborn (ver: Eugenia nazista) incentivava o aumento da taxa de natalidade entre a raça ariana, experiências de eugenia negativa procuravam novas formas de esterilizar os Untermensch ("sub-humanos"), para impedir que a procriação destes se tornasse uma ameaça para a "pureza racial".
Inicialmente, alguns estudos contaram com a participação de voluntários alemães. Mas, houve insatisfação com os resultados, por causa das limitações nos experimentos. Assim, indivíduos considerados "racialmente inferiores" (judeus, prisioneiros de guerra, homossexuais, ciganos e outros) passaram a ser usados como "cobaias", sem quaisquer preocupações com as consequências que as experiências poderiam ter para estes. Um grupo de médicos alemães tornou-se célebre por suas experiências. Entre eles: Josef Mengele, denominado Todesengel ("Anjo da Morte"): suas pesquisas mais conhecidas em reprodução humana envolveram anões e gêmeos; Carl Vaernet procurou desenvolver terapias de reorientação sexual para induzir heterossexualidade em homossexuais, já que o regime considerava tal grupo como um fator de enfraquecimento do III Reich (ver: Homossexuais na Alemanha Nazista). Karl Gebhardt pesquisou a gangrena e testou medicamentos como a sulfonamida; através do uso câmaras isobáricas e tanques de água gelada, Sigmund Rascher investigou os efeitos que as pressões atmosféricas das grandes altitudes e a hipotermia teriam sobre o corpo humano; e a médica-cirurgiã Herta Oberheuser, experimentou técnicas cirúrgicas provocando lesões, que eram intencionalmente contaminadas com corpos estranhos, de modo a simular ferimentos ocorridos em campos de batalha, para testar os possíveis tratamentos e avaliar seus resultados.
Estes pesquisadores não tiveram preocupações éticas, com a dignidade ou integridade física destas pessoas. Com o fim da guerra na Europa e com a ocupação da Alemanha, as forças aliadas estabeleceram o tribunal de Nuremberg, que puniu estes crimes de guerra e crimes contra a humanidade, movendo o processo contra os médicos, finalizado em 1947. Vários criminosos de guerra, fugiram da Europa após a guerra, através das ratlines ("linhas de ratos", rotas de fuga). Os julgamentos dos responsáveis por estes crimes, levaram a criação do código de ética médica que normatiza a participação de humanos em pesquisas médicas/científicas. E, por causa daquele processo, este código tornou-se conhecido como Código de Nuremberg. Alguns experimentos careciam de rigor científico, sendo apenas pseudociência. Mesmo assim, alguns dos procedimentos, técnicas e métodos de tratamento, desenvolvidos por cientistas nazistas durante experiências em que humanos foram usados como cobaias, são usados pela medicina até os dias atuais (ver: Experimentos humanos nazistas).

## Sociedade

### Educação

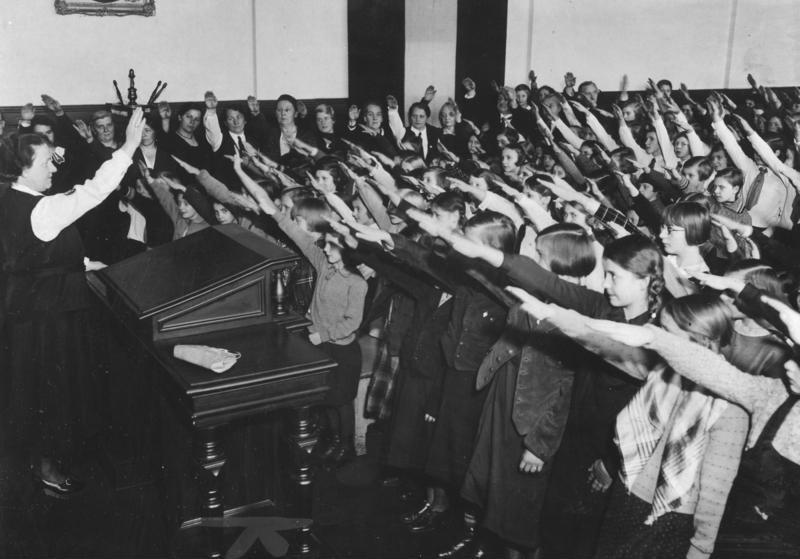
A saudação nazista na escola (1934). As crianças eram doutrinadas desde muito cedo

A legislação antissemita foi aprovada em 1933 e levou à demissão de todos os professores e funcionários do sistema educacional que fossem judeus. A maioria dos professores eram obrigados a pertencer à Nationalsozialistischer Lehrerbund (Liga dos Professores Nacional-Socialistas), enquanto os professores universitários eram obrigados a se associar aos Professores Universitários Nacional-Socialistas Alemães. Os professores tinham que fazer um juramento de lealdade e obediência a Hitler e aqueles que não conseguiam demonstrar conformidade suficiente com os ideais do partido muitas vezes eram delatados por estudantes ou colegas professores e então demitidos. A falta de financiamento para os salários fez com que muitos professores abandonassem a profissão. O tamanho médio das salas de aula aumentou de 37 em 1927 para 43 em 1938, devido à falta de professores.
Ordens frequentes e muitas vezes contraditórias eram emitidas pelo Ministro do Interior do Reich, Wilhelm Frick, pelo Ministério da Educação (Reichserziehungsministerium), liderado por Bernhard Rust, além de vários outros órgãos estatais a respeito do conteúdo das aulas e dos livros didáticos aceitáveis para uso em escolas primárias e secundárias do país. Os livros considerados inaceitáveis pelo regime eram retirados das bibliotecas escolares. A doutrinação nacional-socialista se tonou obrigatória em janeiro de 1934. Os alunos selecionados como futuros membros da elite do partido eram doutrinados a partir da idade de 12 anos nas Escolas Adolf Hitler, no ensino primário, nas unidades do Instituto Nacional de Educação Política e na educação para o ensino secundário. Uma doutrinação nacional-socialista mais detalhada formava os futuros titulares de grau militar da elite nas NS-Ordensburgen.

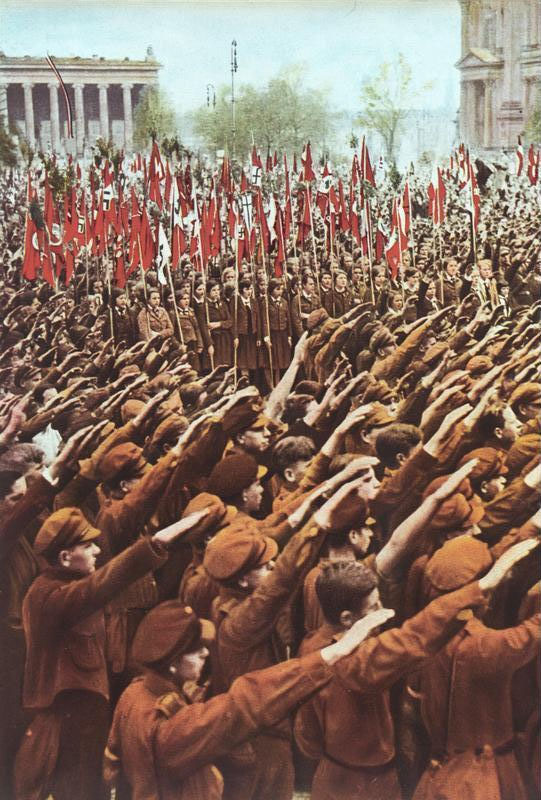
Juventude Hitlerista em Berlim em 1933

Os ensinos primário e secundário eram focados em biologia racial, política populacional, cultura, geografia e aptidão física. O currículo na maioria dos temas, incluindo biologia, geografia e até mesmo aritmética, foi alterado para mudar o foco para a questão racial. A educação militar tornou-se o componente central da educação em física, que era orientada para temas com aplicações militares, como a balística e a aerodinâmica. Os alunos eram obrigados a assistir a todos os filmes preparados pela divisão escolar do Ministério da Iluminação Pública e Propaganda.
Nas universidades, as nomeações para postos mais altos eram objeto de lutas de poder entre o Ministério da Educação, os conselhos universitários e a Liga dos Estudantes Nacional-Socialistas Alemães. Apesar da pressão da Liga e de vários ministérios do governo, a maioria dos professores universitários não fizeram alterações em suas palestras ou programas de ensino durante o período nazista. Isso foi especialmente verdadeiro de universidades localizadas em regiões predominantemente católicas. As matrículas nas universidades alemãs diminuíram de 104 mil alunos em 1931 para 41 mil em 1939. Mas as inscrições em faculdades de medicina aumentaram acentuadamente; médicos judeus foram forçados a deixar a profissão, assim, os graduados em medicina tinham boas perspectivas de emprego. A partir de 1934, estudantes universitários foram obrigados a assistir a frequentes treinamentos militares executados pela SA. Os alunos do primeiro ano também tinham que cumprir seis meses em um campo de trabalho para o Reichsarbeitsdienst (Serviço Nacional de Trabalho); um serviço de 10 semanas adicionais era obrigatório para alunos do segundo ano.

### Opressão às igrejas
Cerca de 65 por cento da população da Alemanha era protestante, quando os nazistas tomaram o poder em 1933. De acordo com o processo Gleichschaltung, Hitler tentou criar um sistema unificado na Igreja Nacional do Reich, formado a partir das 28 igrejas protestantes existentes na Alemanha e com o objetivo final de erradicação das igrejas alemãs. Ludwig Müller, um pró-nazista, foi instalado como o Bispo do Reich e os cristãos alemães, um grupo de pressão pró-nazista, ganharam o controle da nova igreja. Eles se opunham ao Antigo Testamento por causa de suas origens judaicas e exigiam que os judeus convertidos fossem impedidos de participar de sua igreja. O pastor Martin Niemöller respondeu com a formação da Igreja Confessante, a partir do qual alguns clérigos se opunham ao regime nazista. Em 1935 o sínodo da Igreja Confessante protestou contra a política nazista na religião e 700 de seus pastores foram presos. Müller renunciou e Hitler nomeou Hanns Kerrl como Ministro dos Assuntos da Igreja, para continuar os esforços para controlar o protestantismo. Em 1936, a Igreja Confessante enviou um protesto a Hitler contra as perseguições religiosas e os abusos dos direitos humanos. Mais algumas centenas de pastores foram presos. A igreja continuou a resistir e, no início de 1937, Hitler abandonou a esperança de unir as igrejas protestantes sob o seu comando. A Igreja Confessante foi proibida em 1 de julho de 1937. Neimoller foi preso e confinado pela primeira vez no campo de concentração de Sachsenhausen e depois em Dachau. As universidades teológicas foram fechadas e mais pastores e teólogos foram presos.

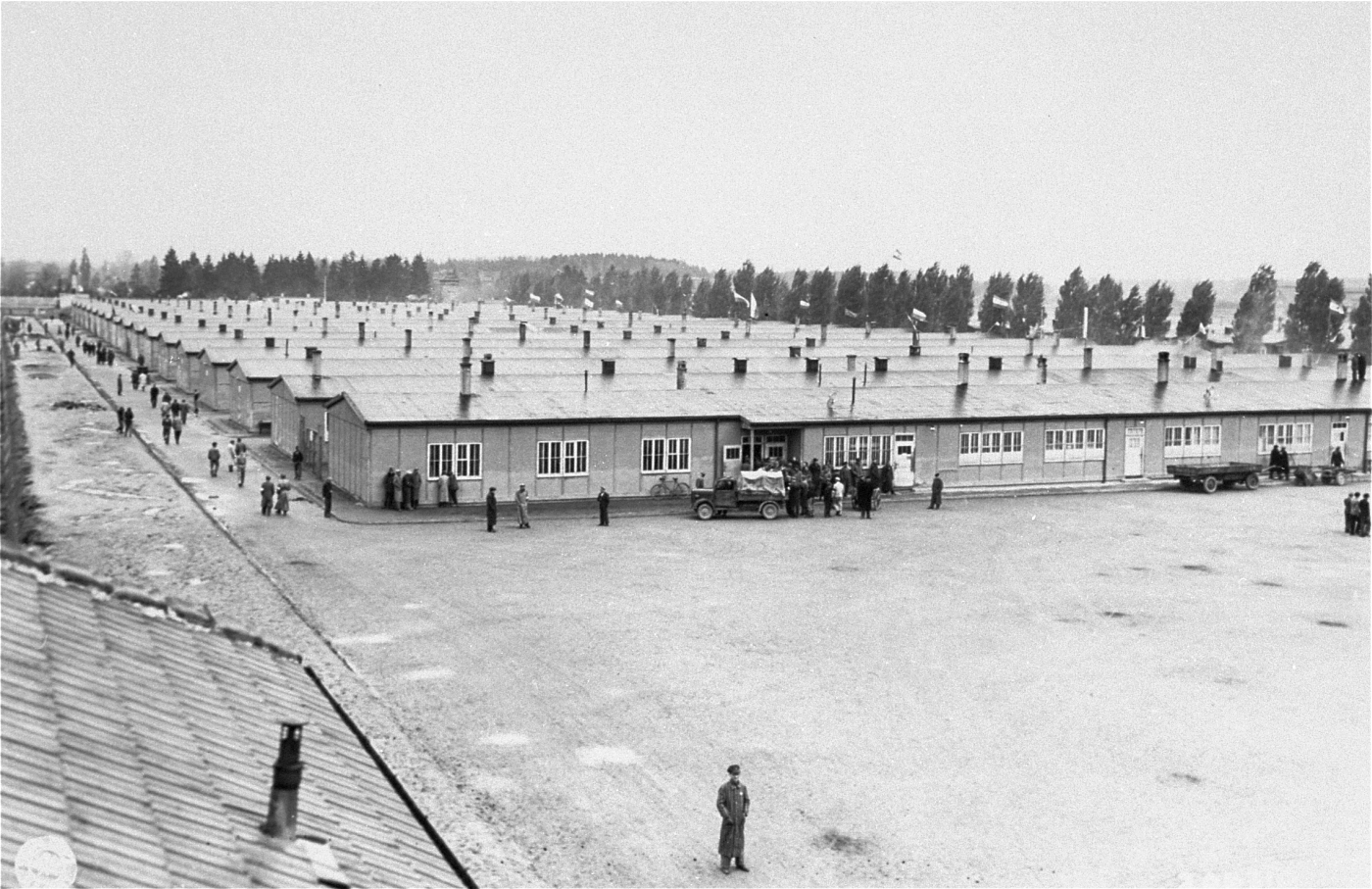
Quartel de prisioneiros no campo de concentração de Dachau, onde os nazistas estabeleceram um quartel dedicado a membros do clero que se opunham ao regime em 1940

A perseguição à Igreja Católica na Alemanha seguiu a ocupação nazista. Hitler moveu-se rapidamente para eliminar o catolicismo político, ao oprimir os membros do Partido Popular da Baviera e do Partido do Centro Alemão, alinhados ao catolicismo, e que, juntamente com todos os outros partidos políticos não-nazistas, deixaram de existir em julho. O tratado Reichskonkordat (Concordata do Reich) com o Vaticano foi assinado em 1933, em meio à constante perseguição da igreja na Alemanha. O tratado exigia que o regime respeitasse a independência das instituições católicas e que o clero fosse proibido de ter envolvimento na política. Hitler rotineiramente desconsiderou a Concordata, fechando todas as instituições católicas, cujas funções não eram estritamente religiosas. O clero, freiras e líderes leigos eram os alvos, com milhares de prisões ao longo dos anos que se seguiram, muitas vezes com falsas acusações de contrabando de moeda ou imoralidade. Vários líderes leigos católicos de alto nível foram alvo nos assassinatos da Noite das Facas Longas em 1934. A maior parte dos grupos de jovens católicos se recusou a dissolver-se e o líder da Juventude Hitlerista, Baldur von Schirach, incentivava que os seus membros atacassem meninos católicos nas ruas. Campanhas de propaganda alegavam que a igreja estava corrompida e foram impostas restrições sobre as reuniões públicas e publicações católicas enfrentaram a censura. As escolas católicas eram obrigadas a reduzir a educação religiosa e crucifixos foram retirados dos edifícios públicos.
O Papa Pio XI teve a encíclica "Mit brennender Sorge" ("Com ardente preocupação") contrabandeada para a Alemanha para o Domingo de Ramos de 1937 e foi lida em todos os púlpitos. Ele denunciava a hostilidade sistemática do regime em direção à igreja. Em resposta, Goebbels renovou a repressão e a propaganda contra os católicos no regime. As matrículas em escolas denominacionais caiu drasticamente e, em 1939, todas essas escolas foram desmanteladas ou convertidas em instalações públicas. Mais tarde, os protestos católicos incluíram, em 22 de marco de 1942, uma carta pastoral dos bispos alemães chamada "A Luta contra o cristianismo e da Igreja". Cerca de 30 por cento dos sacerdotes católicos foram disciplinados pela polícia durante a era nazista. Uma vasta rede de segurança espionava as atividades do clero e os sacerdotes eram frequentemente denunciados, presos ou enviados para campos de concentração - muitos para o quartel dedicado ao clero em Dachau. Nas áreas da Polônia ocupada em 1940, os nazistas instigaram uma brutal repressão e o desmantelamento sistemático da Igreja Católica.

### Saúde

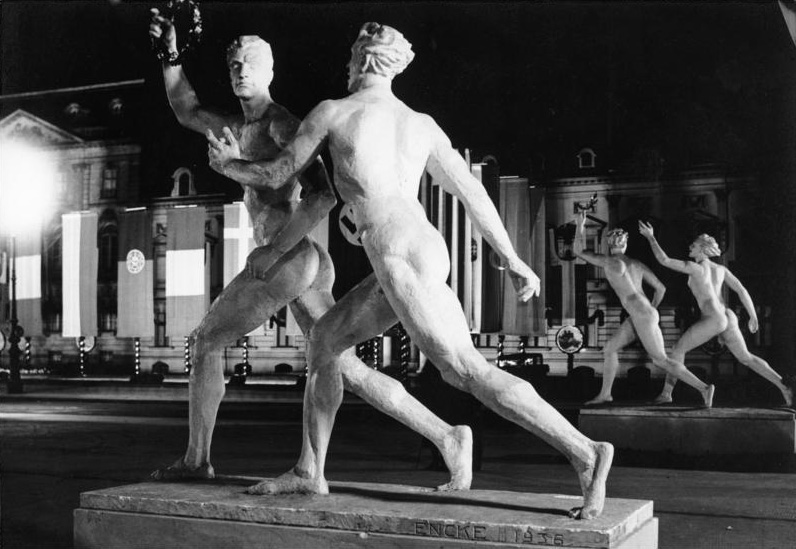
Estátuas que representam o corpo ideal foram erguidas nas ruas de Berlim para os Jogos Olímpicos de Verão de 1936

A Alemanha nazista tinha um forte movimento antitabagista. A pioneira pesquisa de Franz H. Müller, em 1939, demonstrou uma relação causal entre o tabagismo e o câncer de pulmão. A Secretaria de Saúde do Reich tomou medidas para tentar limitar o tabagismo, com a produção de palestras e panfletos. O tabagismo foi proibido em muitos locais de trabalho, em trens e entre membros das forças armadas. As agências governamentais também trabalharam para controlar outras substâncias cancerígenas como o amianto e os agrotóxicos. Como parte de uma campanha geral de saúde pública, o abastecimento de água foi limpo, chumbo e mercúrio foram removidos de produtos de consumo e as mulheres foram instadas a submeter-se a exames regulares de câncer de mama.
O governo disponibilizava planos de seguro de saúde, mas aos judeus foi negada a cobertura a partir de 1933. Nesse mesmo ano, os médicos judeus foram proibidos de tratar os pacientes segurados pelo governo. Em 1937, os médicos judeus foram proibidos de tratar pacientes não-judeus e em 1938 o seu direito de exercer a medicina foi completamente removido.
Experiências médicas, muitas delas não científicas, eram realizadas em prisioneiros de campos de concentração desde 1941. O médico mais famoso por realizar experiências médicas foi o SS-Hauptsturmführer Dr. Josef Mengele, médico do campo de Auschwitz. Muitas de suas vítimas morreram ou foram intencionalmente mortas. Os prisioneiros de campos de concentração eram disponibilizados para compra por empresas farmacêuticas para testes de drogas e outras experiências.

### Papel das mulheres e da família

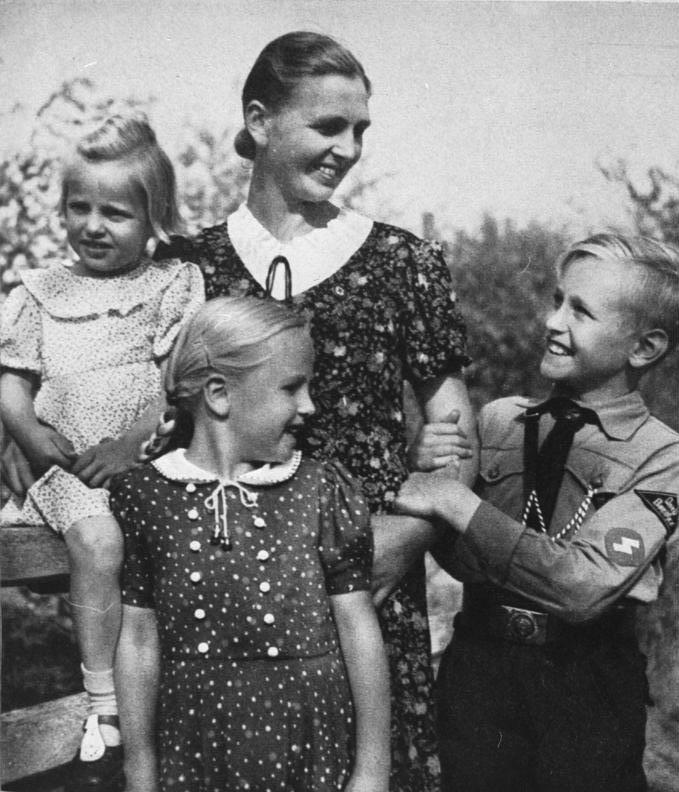
Foto de uma propaganda nazista: Uma mãe, suas filhas e seu filho com o uniforme da Juventude Hitlerista posando para a revista SS-Leitheft. Fevereiro de 1943

A obediência era um valor passado aos homens nazistas desde sua juventude, com o intuito de torná-los “lutadores” alemães, o que revela a grande militarização e domesticação dos corpos masculinos à serviço da nação. Em contrapartida, as mulheres eram a pedra angular da política social nazista. Os nazistas se opunham ao movimento feminista, alegando que era uma criação de intelectuais judeus, em vez disso, defendiam uma sociedade patriarcal em que a mulher alemã reconheceria que seu "mundo é seu marido, sua família, seus filhos e sua casa". Logo após a tomada do poder, os grupos feministas foram fechados ou incorporados a Liga Feminina Nacional-Socialista. Esta organização coordenava grupos de todo o país para promover a maternidade e as atividades domésticas. Cursos eram oferecidos para educação dos filhos, costura e culinária. A Liga publicou o NS-Frauen-Warte, a única revista feminina aprovada pelo partido nazista. Apesar de alguns aspectos de propaganda, era predominantemente uma revista feminina comum.

As mulheres eram incentivadas a deixar a força de trabalho e a criação de grandes famílias de mulheres racialmente adequadas era promovida através de campanhas de propaganda. As mulheres recebiam um prêmio de bronze conhecido como Deutschen der Ehrenkreuz Mutter (Cruz de Honra das Mães Alemãs) por dar à luz a quatro filhos, de prata para seis e ouro para oito crianças geradas ou mais. Grandes famílias recebiam subsídios para ajudar com suas necessidades, taxas escolares e despesas domésticas. Embora as medidas tenham levado a um aumento na taxa de natalidade, o número de famílias com quatro filhos ou mais diminuiu cinco por cento entre 1935 e 1940. A remoção das mulheres da força de trabalho não teve o efeito pretendido de liberar postos de trabalho para os homens. As mulheres trabalhavam, na maior parte, como empregadas domésticas, tecelãs ou nas indústrias de alimentos e bebidas, profissões que não despertavam interesse nos homens da época. A filosofia nazista impedia que um grande número de mulheres fosse contratado para trabalhar em fábricas de munições para a guerra, para que assim os trabalhadores estrangeiros fossem usados. Depois que a guerra começou, trabalhadores escravos foram usados extensivamente pelo regime. Em janeiro de 1943, Hitler assinou um decreto exigindo que todas as mulheres com idade inferior a 50 anos reportassem atribuições de trabalho para ajudar no esforço de guerra. A partir de então, as mulheres eram direcionadas para os trabalhos agrícolas e industriais. Em setembro de 1944, 14,9 milhões de mulheres estavam trabalhando na produção de munições.

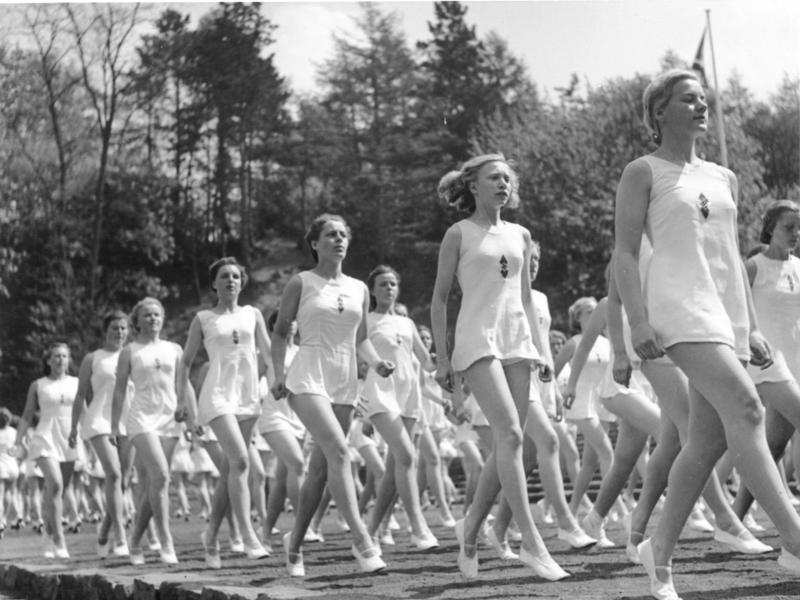
Jovens mulheres da Bund Deutscher Mädel (Liga das Moças Alemãs) praticando ginástica em 1941

O regime nazista desencorajavam as mulheres de procurar o ensino superior. O número de mulheres autorizadas a se matricular em universidades caiu drasticamente, quando uma lei aprovada em abril de 1933 limitou o número de mulheres matriculadas em universidades a dez por cento do número de participantes do sexo masculino. A escolarização feminina no ensino secundário caiu de 437 mil em 1926 para 205 mil em 1937. O número de mulheres matriculadas em escolas de ensino superior caiu de 128 mil em 1933 para 51 mil em 1938. No entanto, com a exigência de que os homens se alistassem nas forças armadas durante a guerra, as mulheres representaram a metade das matrículas no sistema de ensino de pós-secundário em 1944.
O regime esperava que as mulheres fossem fortes, saudáveis e vitais. A mulher camponesa resistente, que trabalhava na terra e dava luz a crianças fortes, era considerada o ideal, enquanto as mulheres atléticas eram elogiadas por serem bronzeadas por trabalharem ao ar livre. Organizações foram criadas para a doutrinação dos valores nazistas. Em 25 março de 1939, ser um membro da Juventude Hitlerista tornou-se obrigatório para todas as crianças com idade superior a dez anos. A seção Jungmädelbund (Liga das Moças) da Juventude Hitlerista era para meninas de idade 10 a 14 e a Bund Deutscher Mädel (BDM, Liga das Moças Alemãs) era para as mulheres jovens de 14 a 18 anos. As atividades da BDM eram focadas em educação física, com atividades como corrida, salto em distância, cambalhotas, andar na corda bamba, marchar e nadar.
O regime nazista promoveu um código de conduta liberal sobre temas sexuais e era simpático com as mulheres que tinham filhos fora do casamento. A promiscuidade aumentava com o progresso da guerra, com soldados solteiros que muitas vezes estavam intimamente envolvidos com várias mulheres ao mesmo tempo. O mesmo era o caso de mulheres casadas, que mantinham contato com soldados, civis, ou trabalhadores escravos. O sexo, às vezes, era usado como uma mercadoria para obter, por exemplo, melhor trabalho de um trabalhador estrangeiro. Panfletos ordenavam que as mulheres alemãs evitassem relações sexuais com trabalhadores estrangeiros como um perigo para a "pureza" de seu sangue.
Com a aprovação de Hitler, Himmler pretendia que a nova sociedade da era nazista desestigmatizasse nascimentos ilegítimos, particularmente ao gerar filhos de membros da SS, que eram vetados pela pureza racial. Sua esperança era de que cada família da SS teria entre quatro e seis filhos. A associação Lebensborn (Fonte da Vida), fundada por Himmler em 1935, criou uma série de maternidades, onde mães solteiras podiam ser acomodadas durante a gravidez. Ambos os pais eram examinados para adequação racial antes da aceitação. Os filhos resultantes eram frequentemente adotados por famílias da SS. Casas também eram disponibilizadas para as esposas de membros da SS e do partido nazista, que rapidamente ocuparam mais de metade dos imóveis disponíveis.
As leis existentes proibiam o aborto, exceto por razões médicas que eram estritamente impostas pelo regime nazista. O número de abortos diminuiu de 35 mil por ano no início da década de 1930 para menos de dois mil por ano, no final da década. Em 1935 foi aprovada uma lei que permitia o aborto por razões de eugenia.

### Ambientalismo

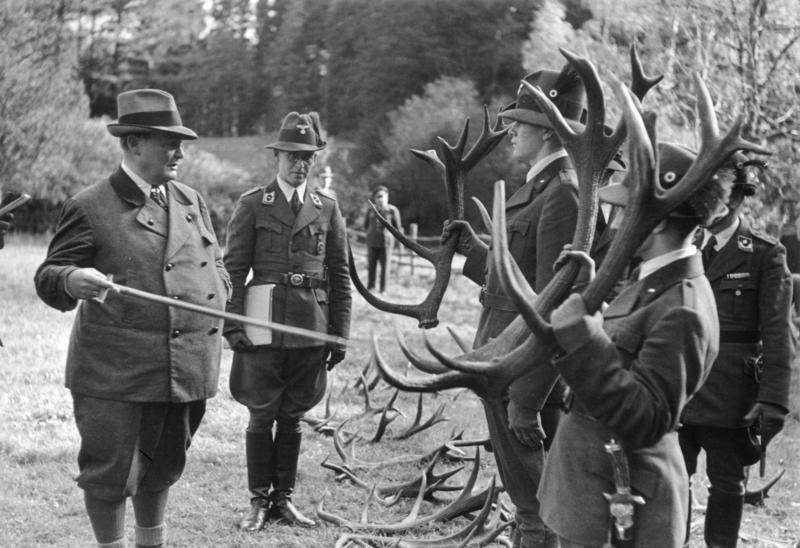
Hermann Göring era um ávido caçador

A sociedade nazista tinha elementos de apoio aos direitos dos animais e muitas pessoas gostavam de jardins zoológicos e animais selvagens. O governo tomou várias medidas para assegurar a proteção dos animais e do meio ambiente. Em 1933, os nazistas promulgaram uma rigorosa lei de proteção dos animais que teve um impacto sobre o que era autorizado para a pesquisa médica. Mas a lei era apenas vagamente aplicada. Apesar de existir uma proibição da vivissecção, o Ministério do Interior prontamente entregava autorizações para experiências em animais.
O Gabinete Florestal do Reich, sob a liderança de Hermann Göring, executava regulamentos que exigiam compensações florestais para plantar uma grande variedade de árvores, com o objetivo de garantir um habitat adequado para a vida selvagem. A nova Lei de Proteção Animal do Reich tornou-se lei em 1933. O regime promulgou a Lei de Proteção à Natureza do Reich, em 1935, para proteger a paisagem natural do desenvolvimento econômico excessivo. O ato permitia a expropriação de terras de propriedade privada para criar reservas naturais e auxiliava no planejamento de longo alcance. Foram feitos esforços superficiais para reduzir a poluição do ar, mas pouca aplicação da legislação existente foi realizada, uma vez que a guerra começou.

## Cultura

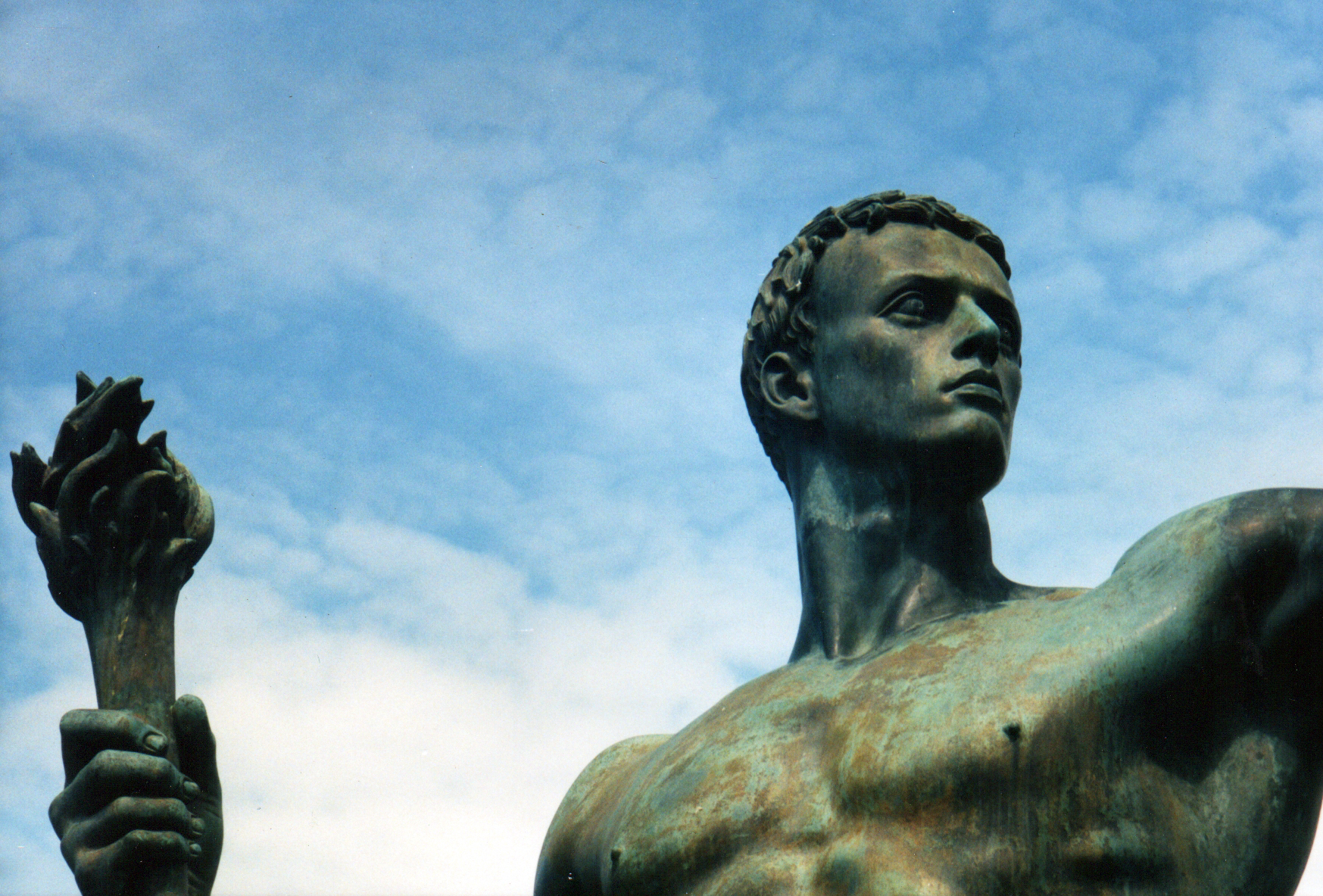
Die Partei, estátua de Arno Breker que representava o espírito do Partido Nazista

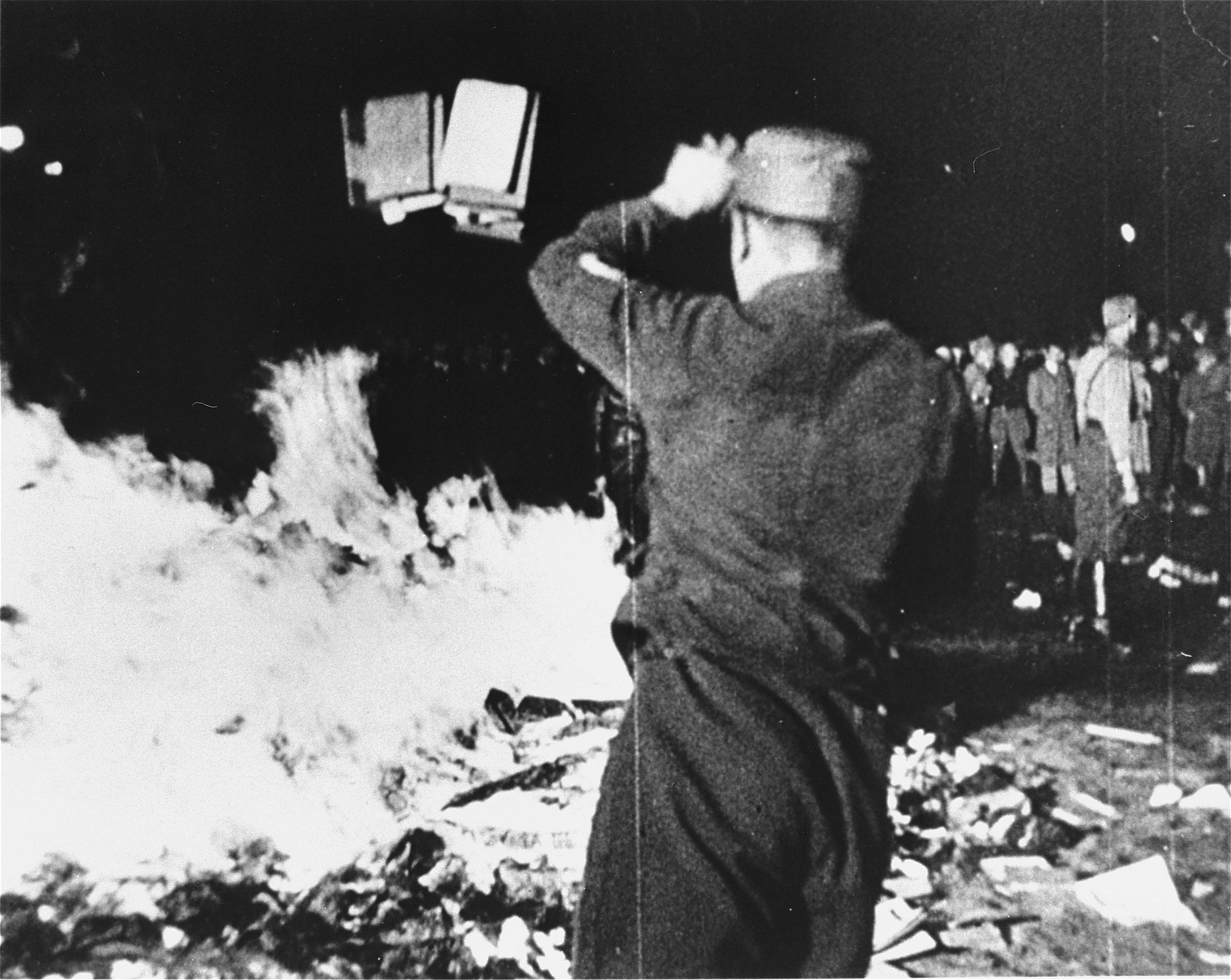
Queima de livros em Berlim, 10 de maio de 1933

O regime promovia o conceito de Volksgemeinschaft, uma comunidade nacional da etnia alemã. O objetivo era construir uma sociedade sem classes, baseada na pureza racial e na percepção da necessidade de se preparar para a guerra, conquista de uma luta contra o marxismo. A Frente Alemã para o Trabalho fundou a organização Kraft durch Freude (KdF; Força pela Alegria) em 1933. Além de tomar o controle de dezenas de milhares de clubes recreativos que anteriormente eram de gestão privada, a instituição oferecia diversos tipos de entretenimento, como cruzeiros, viagens para destinos de férias e concertos.
A Reichskulturkammer (Câmara de Cultura do Reich) foi organizada sob o controle do Ministério da Propaganda, em setembro de 1933. Sub-câmaras foram criadas para controlar os vários aspectos da vida cultural, como cinema, rádio, jornais, artes plásticas, música, teatro e literatura. Todos os membros dessas profissões eram obrigados a participar de sua respectiva organização. Judeus e pessoas consideradas politicamente não confiáveis eram impedidas de trabalhar nas artes e muitas emigraram. Livros e roteiros tinham que ser aprovados pelo Ministério da Propaganda antes de sua publicação. As regras se deterioraram conforme o regime procurou usar as expressões culturais exclusivamente como meios de propaganda.
O rádio se tornou muito popular na Alemanha durante a década de 1930, sendo que mais de 70 por cento das famílias alemãs possuíam um receptor em 1939, taxa maior que a registrada em qualquer outro país na época. Até julho de 1933, as equipes das estações de rádio foram expurgadas como esquerdistas e outros considerados indesejáveis pelo regime. A propaganda e os discursos políticos eram comuns na programação do rádio imediatamente após a tomada do poder, mas, conforme o tempo passou, Goebbels insistiu que mais música deveria ser tocada para que as pessoas não começassem a ouvir as emissoras estrangeiras de entretenimento.
Tal como acontecia com outros meios de comunicação, os jornais eram controlados pelo Estado, sendo que a Câmara de Imprensa do Reich podia comprar ou dissolver jornais e editoras. Em 1939 mais de dois terços dos jornais e revistas eram reprimidos diretamente pelo Ministério da Propaganda. O jornal do partido, o Völkischer Beobachter (Observador Étnico), era editado por Alfred Rosenberg, autor de O Mito do Século Vinte, um livro sobre teorias raciais que defendia a superioridade da raça nórdica. Embora Goebbels insistisse que todos os jornais na Alemanha deveriam publicar conteúdo uniformemente favorável ao regime, os editores ainda conseguiam incluir algumas críticas veladas, por exemplo, ao incluir reportagens sobre ditaduras na Roma ou Grécia antiga. A leitura de jornais caiu, em parte por causa da diminuição da qualidade do conteúdo e também por causa do aumento da popularidade do rádio. Os autores de livros deixaram o país em massa e alguns escreveram material altamente crítico ao regime, enquanto estavam no exílio. Goebbels recomendou que os autores remanescentes deviam se concentrar em livros temáticos sobre os mitos germânicos e o conceito de sangue e solo. Até o final de 1933, mais de mil livros, a maioria deles de autores judeus ou com personagens judeus, foram proibidos pelo regime nazista.

### Arte e arquitetura

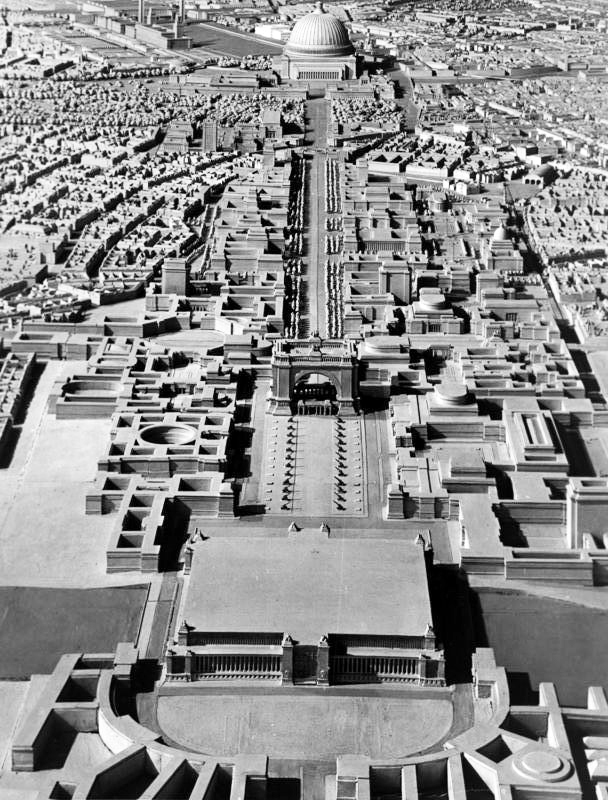
Entre os planos da Welthauptstadt Germania, para a reconstrução de Berlim no pós-guerra, estavam o Volkshalle (Salão do Povo) e um arco do triunfo que seria construído em uma das extremidades de uma grande avenida

Hitler achava que as artes abstrata, dadaísta, expressionista e moderna eram decadentes, uma opinião que se tornou a base para a política do regime. Muitos diretores de museus de arte perderam seus cargos em 1933 e foram substituídos por membros do partido. A escola de arquitetura e design Bauhaus, foi fechada por ser considerada "antigermânica". Cerca de 6 500 obras modernas de arte foram retiradas dos museus e substituídas por obras escolhidas por um júri nazista. Exposições de peças rejeitadas, sob títulos como "Arte Decadente", foram lançadas em dezesseis cidades diferentes em 1935. A Entartete Kunst ("Exposição de Arte Degenerada"), organizada por Goebbels, aconteceu em Munique de julho a novembro de 1937. A exposição se mostrou muito popular, atraindo mais de dois milhões de visitantes.
O compositor Richard Strauss foi nomeado presidente da Reichsmusikkammer (Câmara de Música do Reich) em sua fundação, em novembro de 1933. Como foi o caso com outras formas de arte, os nazistas reprimiam músicos que não eram considerados racialmente aceitáveis e, em sua maior parte, não aprovavam música que fosse muito moderna ou atonal. O jazz era apontado como sendo especialmente impróprio e músicos estrangeiros do gênero deixaram o país ou foram expulsos pelo governo. Hitler favorecia a música de Richard Wagner, especialmente peças baseadas em mitos germânicos e em histórias heroicas, e participou do Festival de Bayreuth a cada ano, a partir de 1933.
Hitler tinha um interesse pessoal em arquitetura e trabalhava em estreita colaboração com os arquitetos oficiais do regime, Paul Troost e Albert Speer, para criar edifícios públicos em estilo neoclássico baseados na arquitetura romana. Speer construiu estruturas imponentes, como os local das reuniões do Partido Nazista em Nuremberg e o novo edifício da Chancelaria do Reich, em Berlim. Os planos de Hitler para a reconstrução de Berlim incluíam uma cúpula gigantesca baseada no Panteão de Roma e um arco do triunfo com mais que o dobro da altura do Arco do Triunfo, em Paris. Nenhuma destas estruturas jamais foi construída.

### Cinema

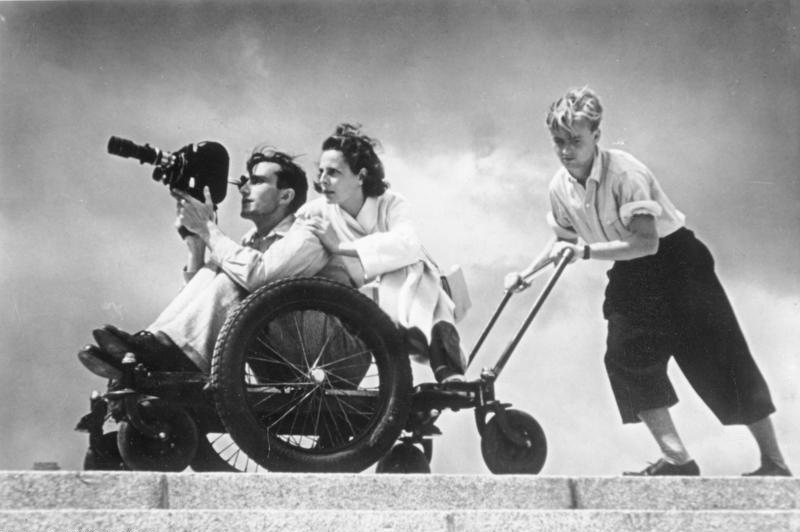
Leni Riefenstahl (atrás do cameraman) durante os Jogos Olímpicos de 1936

O cinema era popular na Alemanha dos anos de 1930 e 1940, com um público de mais de um bilhão de pessoas em 1942, 1943 e 1944. Em 1934 a regulamentação alemã que restringia as exportações de moeda tornou impossível para os cineastas estadunidenses levar seus lucros de volta aos Estados Unidos, de modo que os grandes estúdios de cinema fecharam suas filiais alemãs. As exportações de filmes alemães despencaram, visto que seu conteúdo fortemente antissemita tornava impossível exibi-las em outros países. As duas maiores empresas de cinema, a Universum Film AG e a Wien-Film, foram compradas pelo Ministério da Propaganda, que em 1939 estava produzindo a maioria dos filmes alemães. As produções nem sempre eram abertamente propagandísticas, mas geralmente tinha um subtexto político e seguiam as linhas partidárias sobre temas e conteúdos. Os roteiros eram pré-censurados.
O filme Triumph des Willens (1935), de Leni Riefenstahl, que documentava a reunião de Nuremberg de 1934, e Olympia (1938), que abordava os Jogos Olímpicos de Verão de 1936, foram pioneiros em técnicas de movimento de câmera e edição que influenciaram filmes posteriores. Foram empregadas novas técnicas, tais como lentes de telefoto e câmeras montadas sobre trilhos. Ambos os filmes permanecem controversos, visto que seu mérito estético é inseparável do seu objetivo de propagar os ideais nacional-socialistas.

## Legado

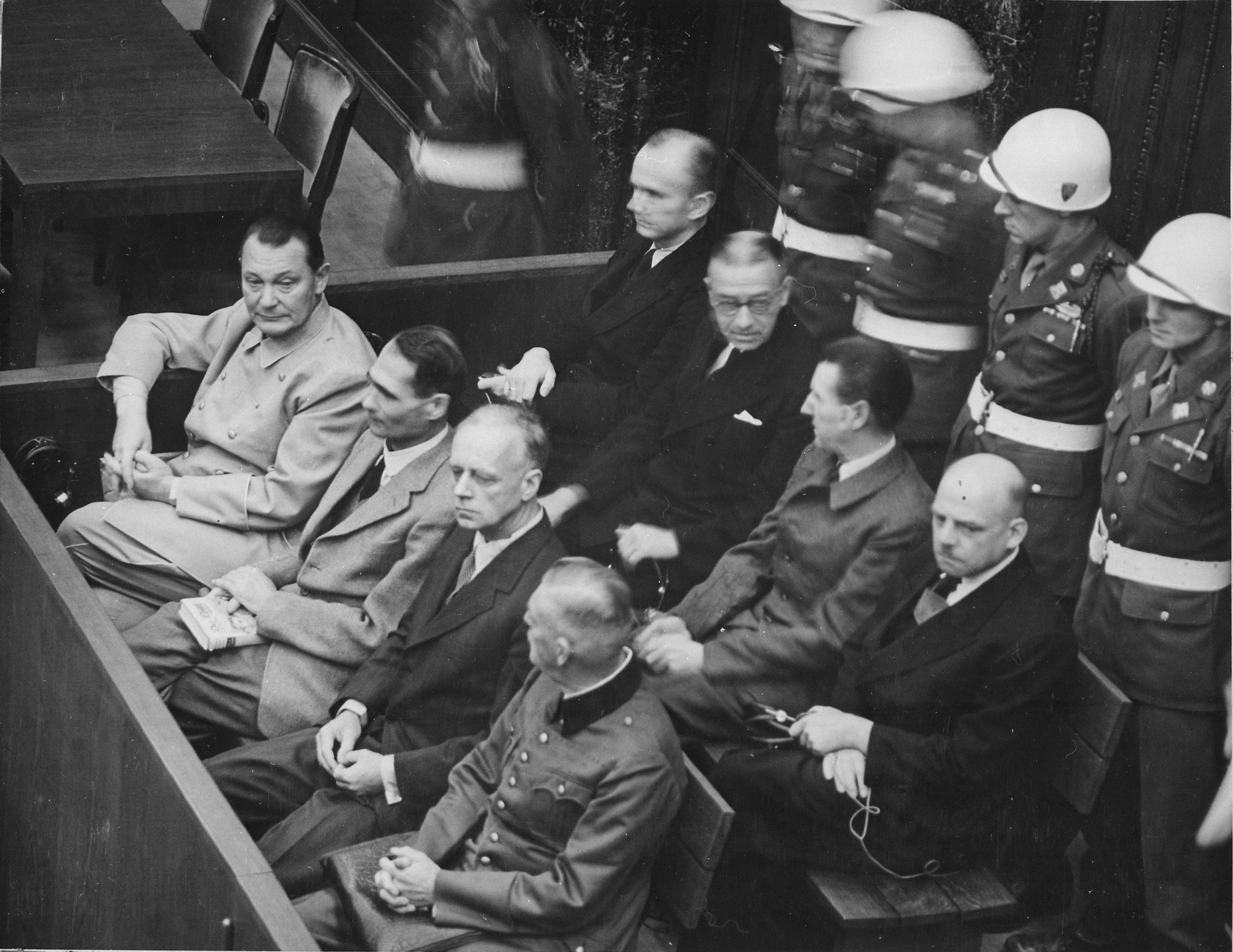
Nazistas acusados de crimes de guerra durante os julgamentos de Nuremberg

As potências aliadas organizaram julgamentos de crimes de guerra, começando com os julgamentos de Nuremberg, realizados entre novembro de 1945 e outubro de 1946, que avaliaram 23 altos funcionários nazistas. Eles foram acusados de quatro crimes — conspiração para cometer crimes, crimes contra a paz, crimes de guerra e crimes contra a humanidade — que violavam as leis internacionais que regem as guerras. Com exceção de três dos réus, todos foram considerados culpados; doze foram condenados à morte. Os vitoriosos Aliados proibiram o Partido Nazista e suas organizações subsidiárias de funcionar. A exibição ou o uso do simbolismo nazista, tais como bandeiras, suásticas, ou cumprimentos se torna ilegal na Alemanha e na Áustria.
A ideologia nazista e as ações tomadas pelo regime são quase universalmente consideradas gravemente imorais. Adolf Hitler, o nazismo e o Holocausto acabaram por se tornar símbolos do mal no mundo moderno. O interesse na Alemanha nazista continua ativo na mídia e no mundo acadêmico. O historiador Sir Richard J. Evans observa que a este período da história "exerce um apelo quase universal, pois seu racismo assassino permanece como um alerta para toda a humanidade".
A era nazista continua a influenciar como os alemães veem a si mesmos e ao seu país atualmente. Praticamente todas as famílias sofreram perdas durante a guerra ou tem uma história para contar. Por muitos anos, os alemães mantiveram o silêncio sobre as suas experiências e sentiam um sentimento de culpa comum, mesmo que não estivessem diretamente envolvidos nos crimes de guerra nazistas. Depois que o estudo da Alemanha nazista foi introduzido no currículo escolar a partir dos anos 1970, as pessoas começaram a pesquisar as experiências de seus familiares. O estudo da época e uma vontade de examinar criticamente os seus erros levaram ao desenvolvimento de uma democracia forte na Alemanha atual, mas onde ainda persistem correntes de antissemitismo e neonazismo.